# Finestra

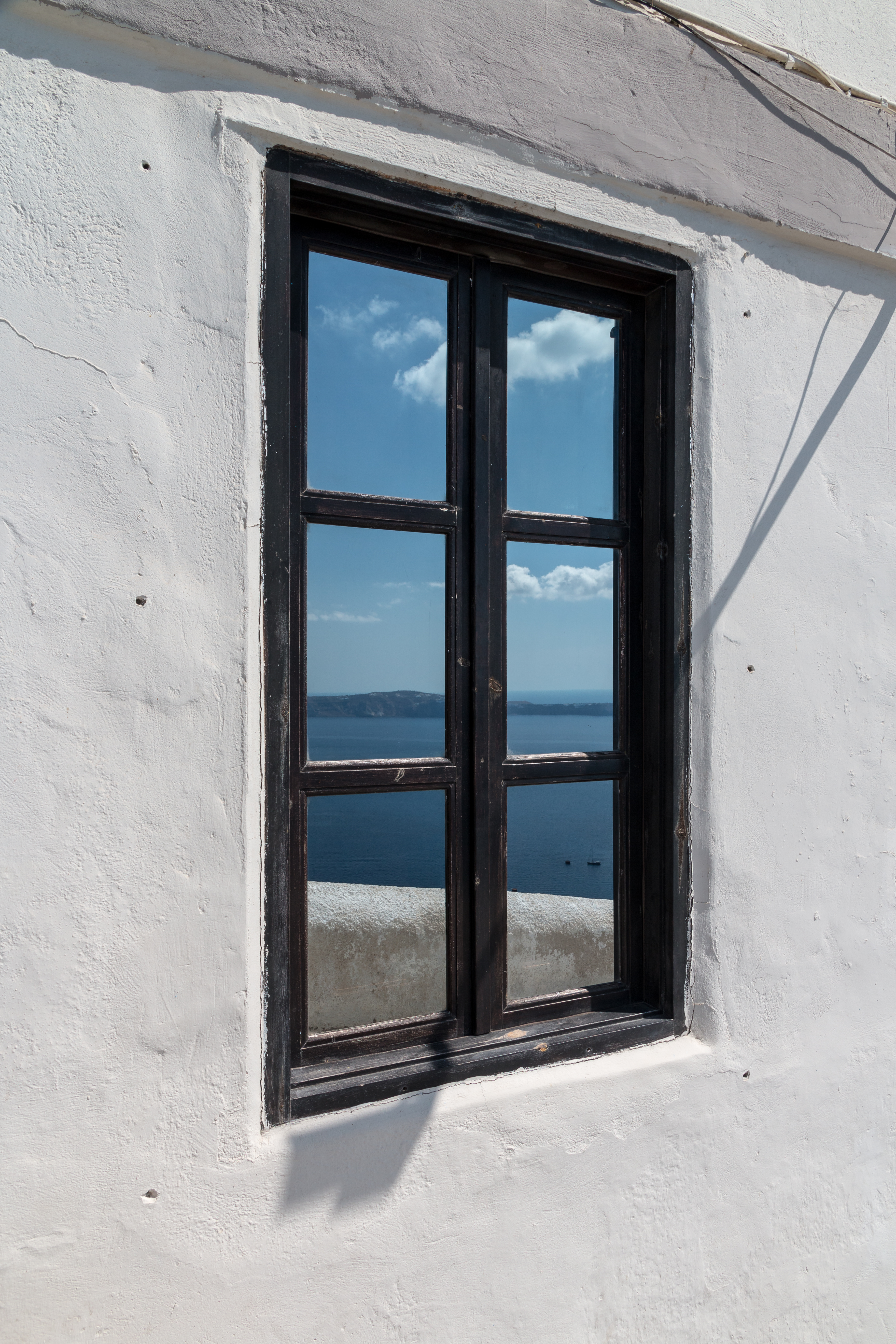
Una finestra

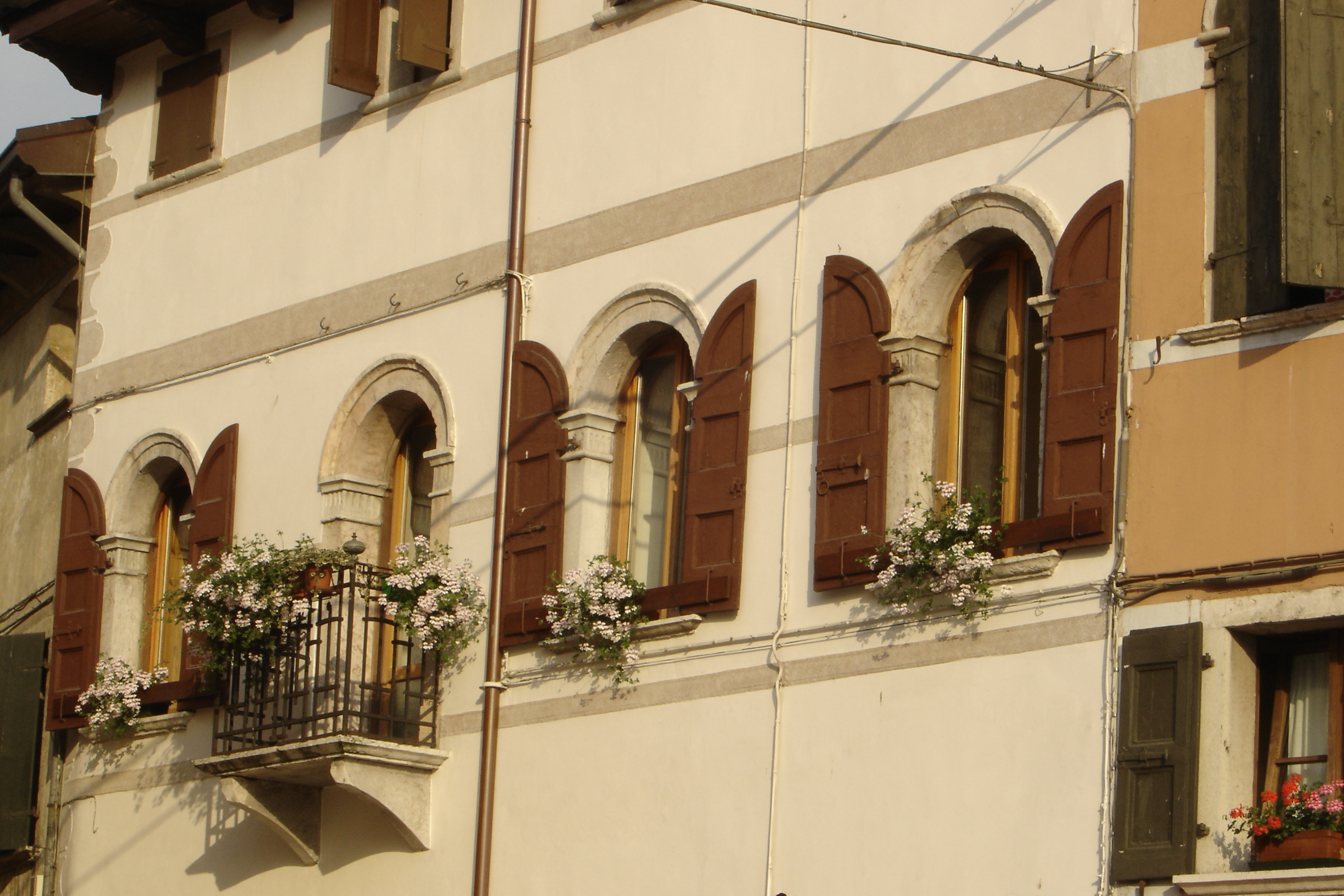
Finestre ad arco a tutto sesto dette monofore

La finestra è un'apertura di forma regolare, solitamente quadrata o rettangolare, praticata in una parete verticale, orizzontale o obliqua della muratura per consentire l'ingresso della luce e lo scambio dell'aria tra il vano interno di una costruzione e l'esterno. È in genere dotata di una intelaiatura mobile munita di vetri e imposte (chiamata anch'essa, comunemente, "finestra"). In architettura la finestra ha spesso un autonomo contenuto stilistico e talvolta caratterizza il prospetto, determinandone il movimento.

## Storia
Nel Medioevo, le finestre, quando presenti, erano piccole e, al posto dei vetri, c'erano imposte di legno o tele cerate. Insieme alla luce entrava anche il freddo. 
La diffusione popolare del vetro arrivò solo nell'età moderna.

## Dimensioni
Le dimensioni di una finestra variano in funzione di vari fattori:
- il clima del luogo;
- le esigenze d'illuminazione e ombreggiamento;
- le esigenze di aerazione, riscaldamento o raffreddamento;
- l'estensione della stanza;
- le qualità estetiche e stilistiche, anche rapportate all'intero edificio;
- l'esposizione della struttura abitabile.

## Tipologia

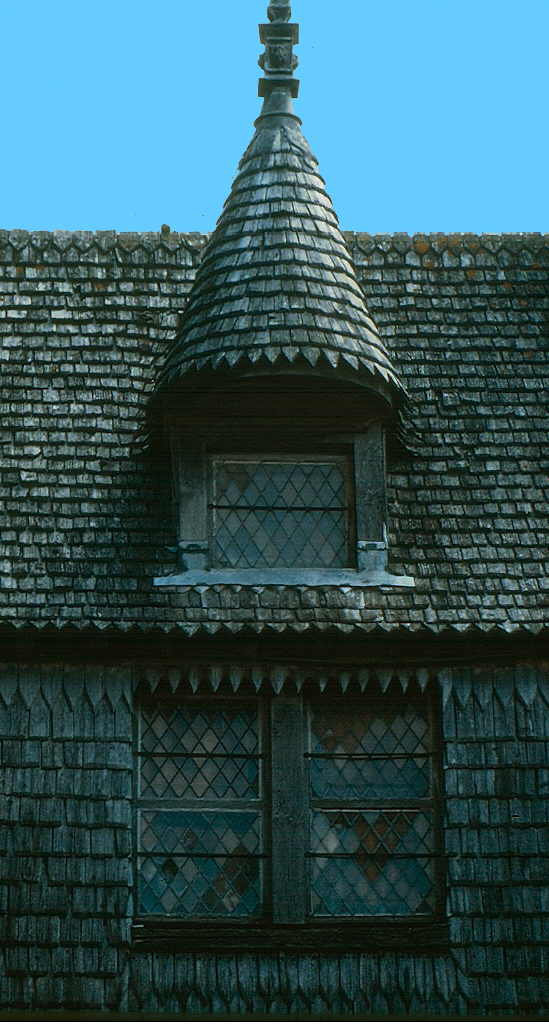
Finestra nel sottotetto

I Romani furono i primi a dotare le finestre di tamponamento in vetro, una tecnica che poi si perse per scarsità di materiali durante l'alto Medioevo, per venire poi ripresa in larga scala solo nel periodo gotico (XII secolo - XIII secolo).
Nel Rinascimento sono stati introdotti molti tipi di finestre, come la bifora, la trifora, la serliana, l'inginocchiata, l'occhio di bue e l'abbaino, che si apre nella copertura. Dalle influenze moresche e saracene derivano altri stili e accessori della finestra, che è protetta esternamente dalla grata, dalla persiana, dal portello o dal cassettone e all'interno dalla veneziana o dallo scuro.
Si possono avere finestre che raggiungono la quota del pavimento, chiamate anche "porte-finestre"; finestre la cui quota del davanzale è circa di un metro e consente l'affaccio di persone; oppure finestre collocate più in alto, che danno solo luce e aria (nel diritto privato si chiamano infatti luci).
Inoltre esistono tipi particolari di finestre, detti lucernari o cappuccine, che vengono praticate sulle coperture inclinate.
Tra i numerosi tipi di finestra:
- Finestra bifora
- Finestra cieca
- Finestra a lunetta
- Finestra guelfa o crociata: vano-finestra caratterizzato da traversa a croce che va a formare 4 finestre indipendenti. Presente anche in area nordica (ted. Kreuzfenster)
- Finestra monofora
- Finestra polilobata
- Finestra strombata
- Finestra trilobata
- Finestrone
- Finestrone absidale
- Serliana
- Finestra inginocchiata
- Finestra termale

## Nel Codice civile italiano
Il codice civile italiano, all'articolo 900, ne dà una utile definizione relativa al caso che la finestra sia aperta sul fondo del vicino (se cioè la facciata sulla quale si apre sia a filo del confine), distinguendo tra "luce" e "veduta"; si ha una luce quando la finestra permette il passaggio di luce e aria, ma non consente l'affaccio sul fondo vicino (cioè non sia possibile guardare fuori né sporgere il proprio corpo, a esempio nel caso di aperture molto alte sulle pareti), mentre si ha una veduta quando dalla finestra è possibile affacciarsi (sporgersi) sul fondo vicinante e «guardare di fronte, obliquamente o lateralmente». Tale distinzione si rivela utile (oltre che nel detto caso di confine) anche per identificare la funzionalità dell'apertura.

## Elementi della finestra

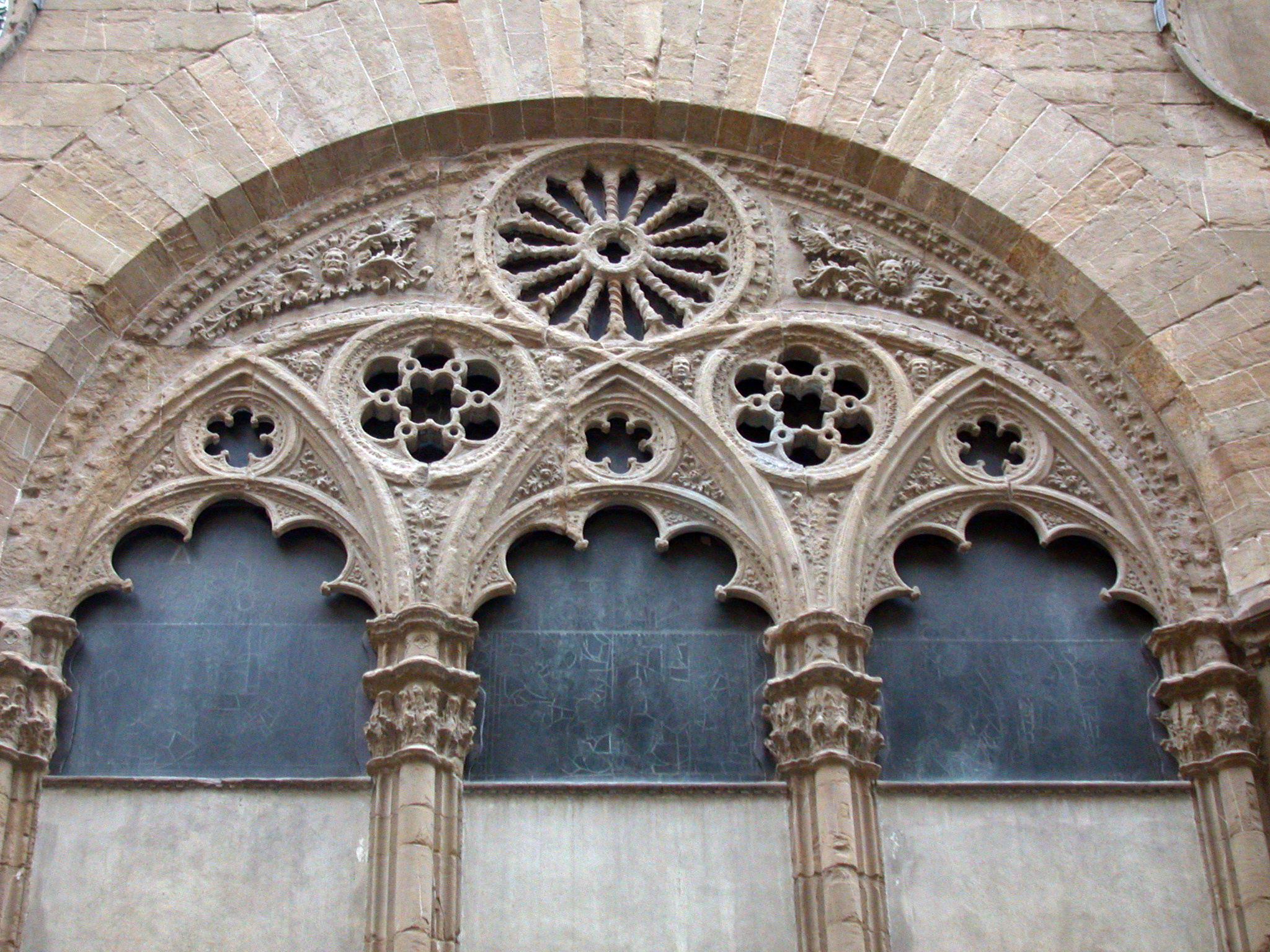
Finestra trifora di Orsanmichele a Firenze.

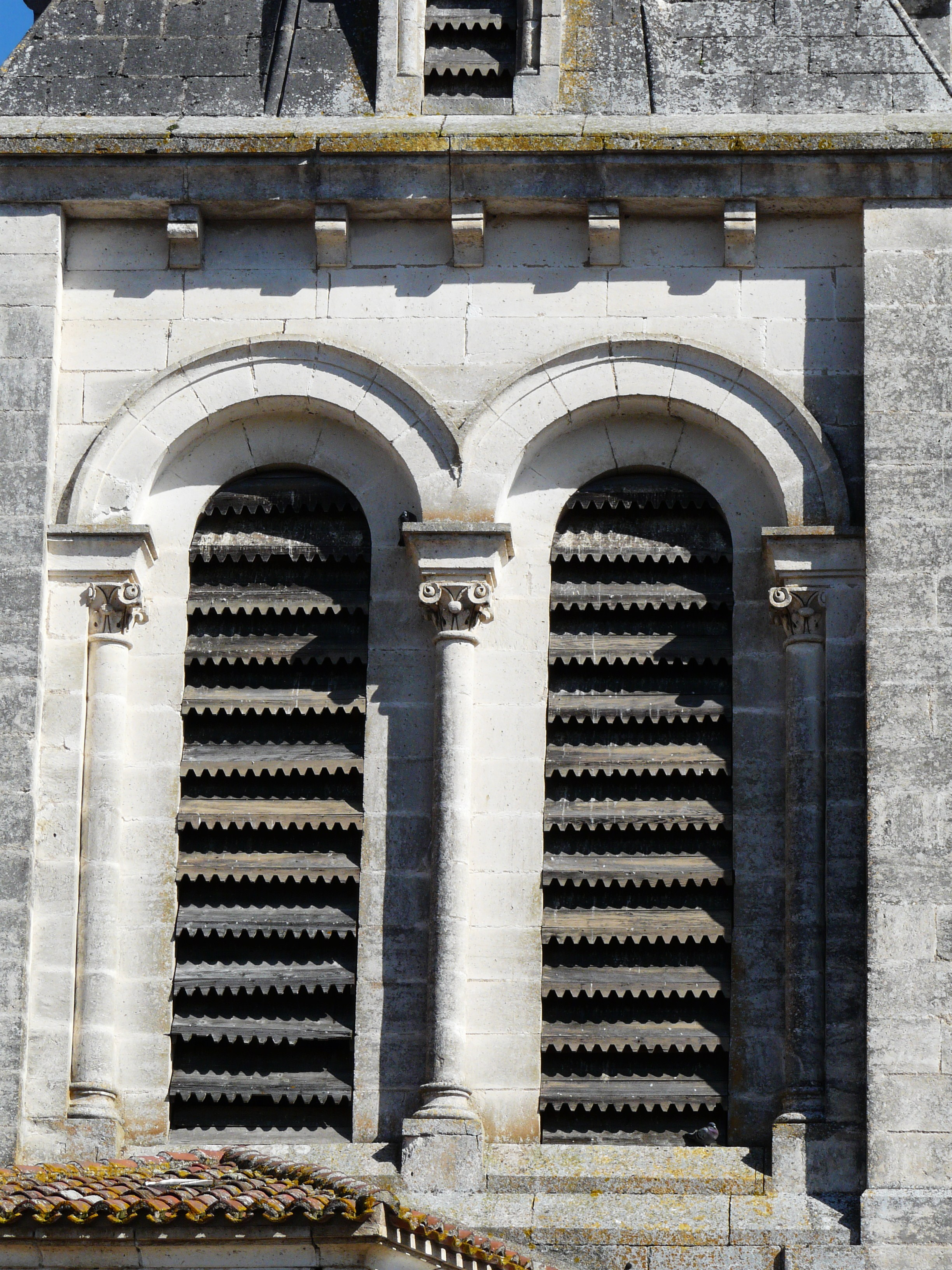
Abat-son delle finestre binate del campanile della Chiesa di Bassillac.

Una finestra è composta da numerosi elementi, suddivisibili a seconda della loro funzione in due tipi: elementi di chiusura (come il telaio, le ante, le vetrate, il cassonetto coprirullo) ed elementi di protezione.

### Apertura e ante
Una finestra chiusa con il vetro può essere realizzata in molti modi:
- Finestra rettangolare ad ante incernierate sul lato verticale
- Vasistas, incernierato su due lati consecutivi (apertura verticale ed orizzontale)
- Finestra a scorrimento laterale, su un binario orizzontale
- Finestra a scorrimento verticale, a ghigliottina, ad alzante verticale
- Finestra da tetto
- Porta finestra
- Oblò

### Protezione
Gli elementi di protezione possono essere suddivisi a seconda del tipo di protezione fornita:
- Protezione dal sole, come la tapparella avvolgibile, la persiana a ventola, la tenda, il frangisole
- Protezione dall'intrusione, come le grate
- Protezione dalla pioggia, come il davanzale
- Protezione di abbellimento, come la fioriera o la cornice
- Monoblocco, di più elevato livello di isolamento termoacustico e con assenza di ponte termico
- Protezione attiva dal rumore, permette l'isolamento acustico anche a finestre aperte[2]

Un tipo di finestra diffusa soprattutto nelle torri campanarie del nord Europa (Bretagna, Normandia, Austria, Germania, ecc.) sono quelle con la struttura tipo abat-son, che serve, oltre a proteggere la finestra, aperta all'aria, dall'ingresso di pioggia o neve, ad indirizzare il suono delle campane verso il basso.

## Galleria d'immagini

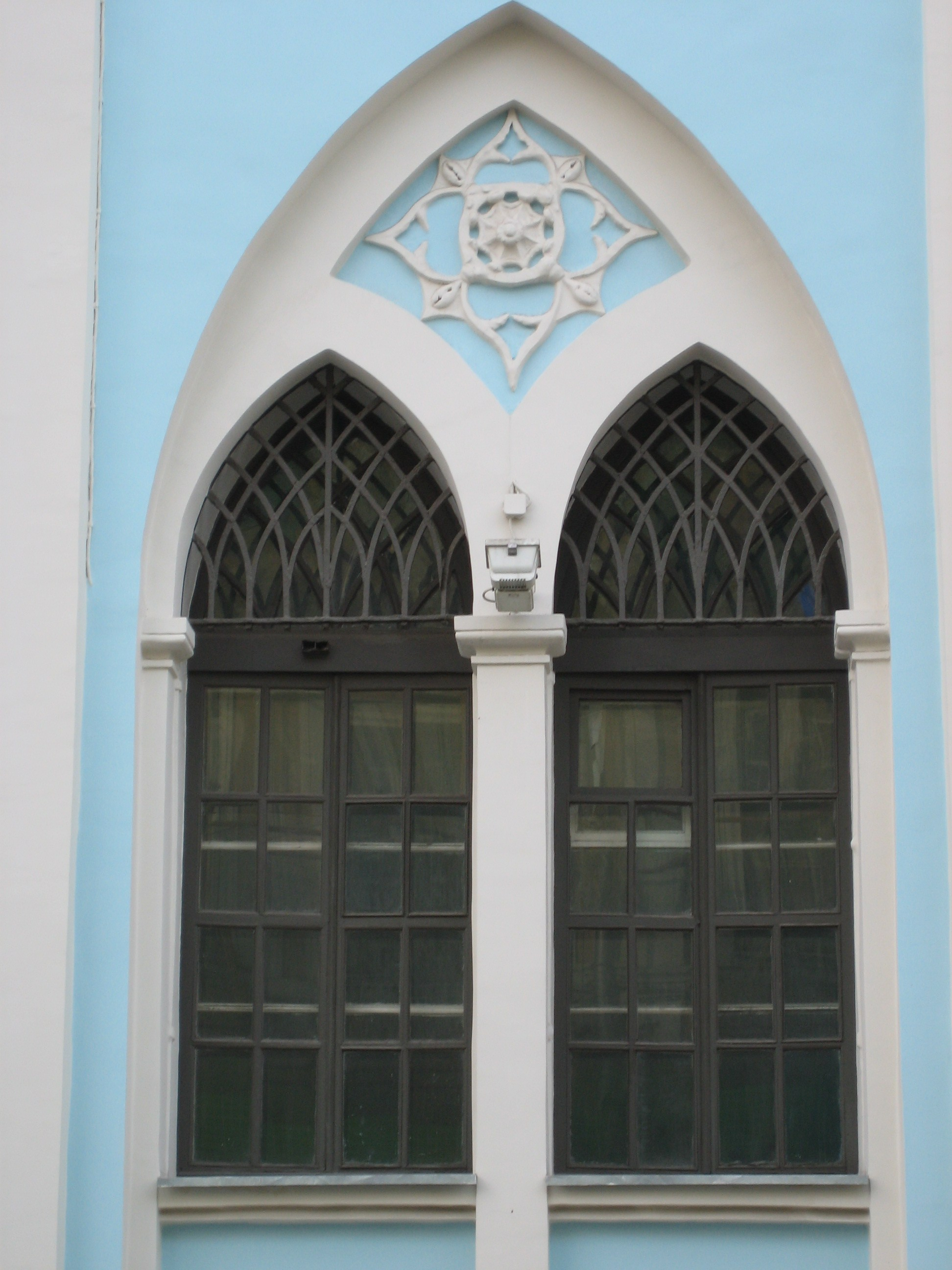
Finestra dell'Istituto degli Archivi Storici di Mosca
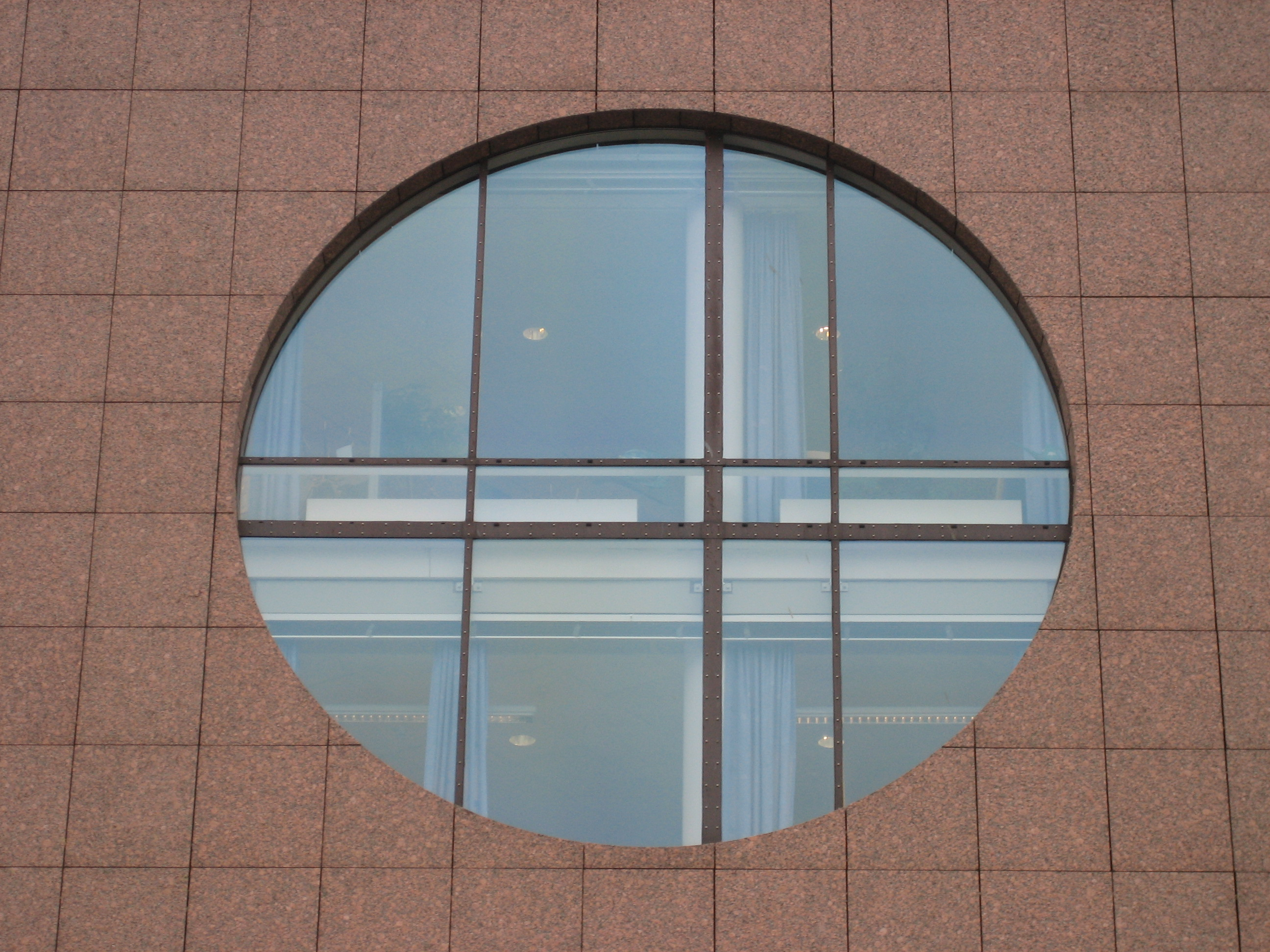
Finestra dal design particolare nel quartiere di Aker Brygge, Oslo
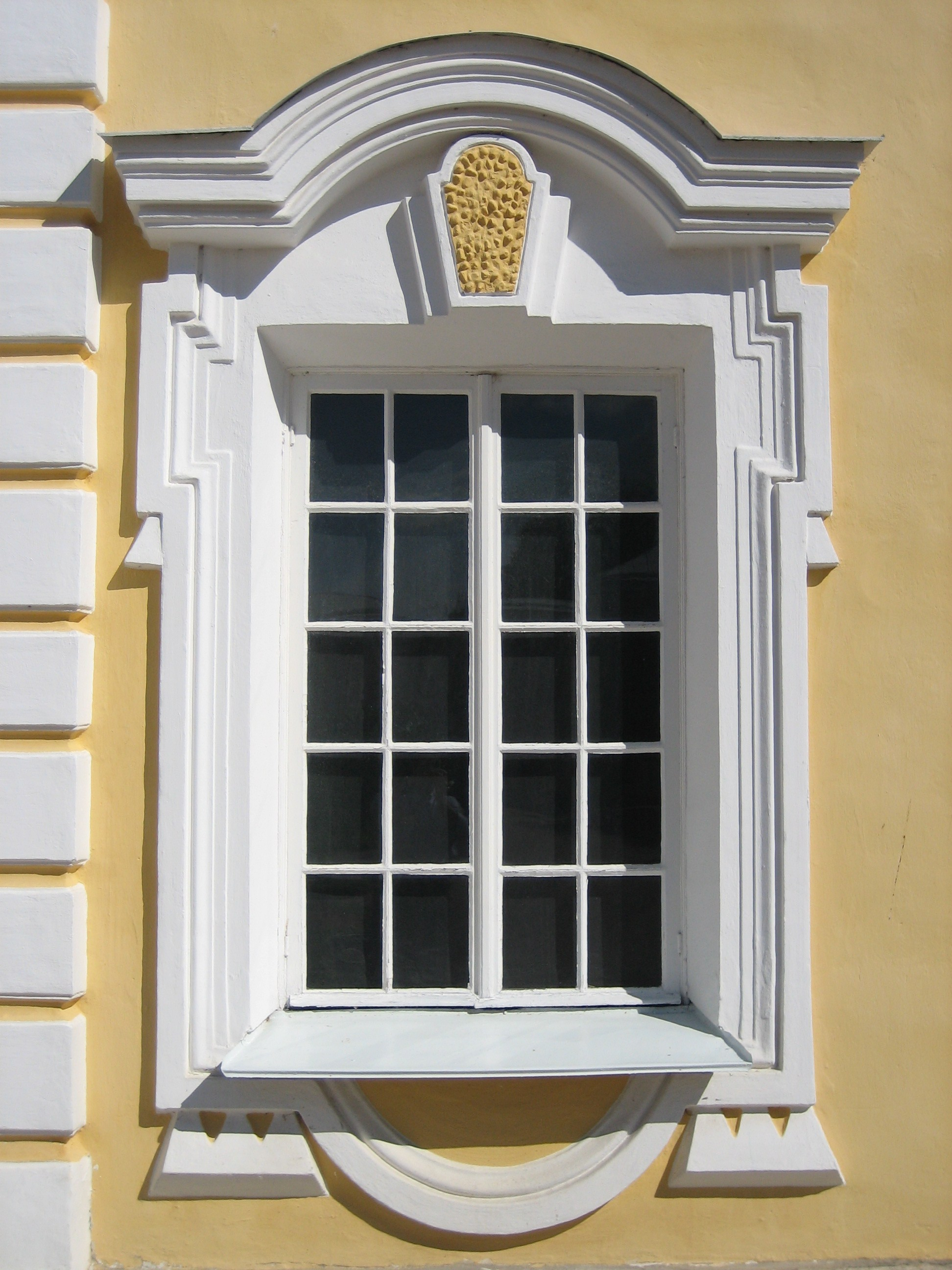
Finestra della reggia di Peterhof, San Pietroburgo
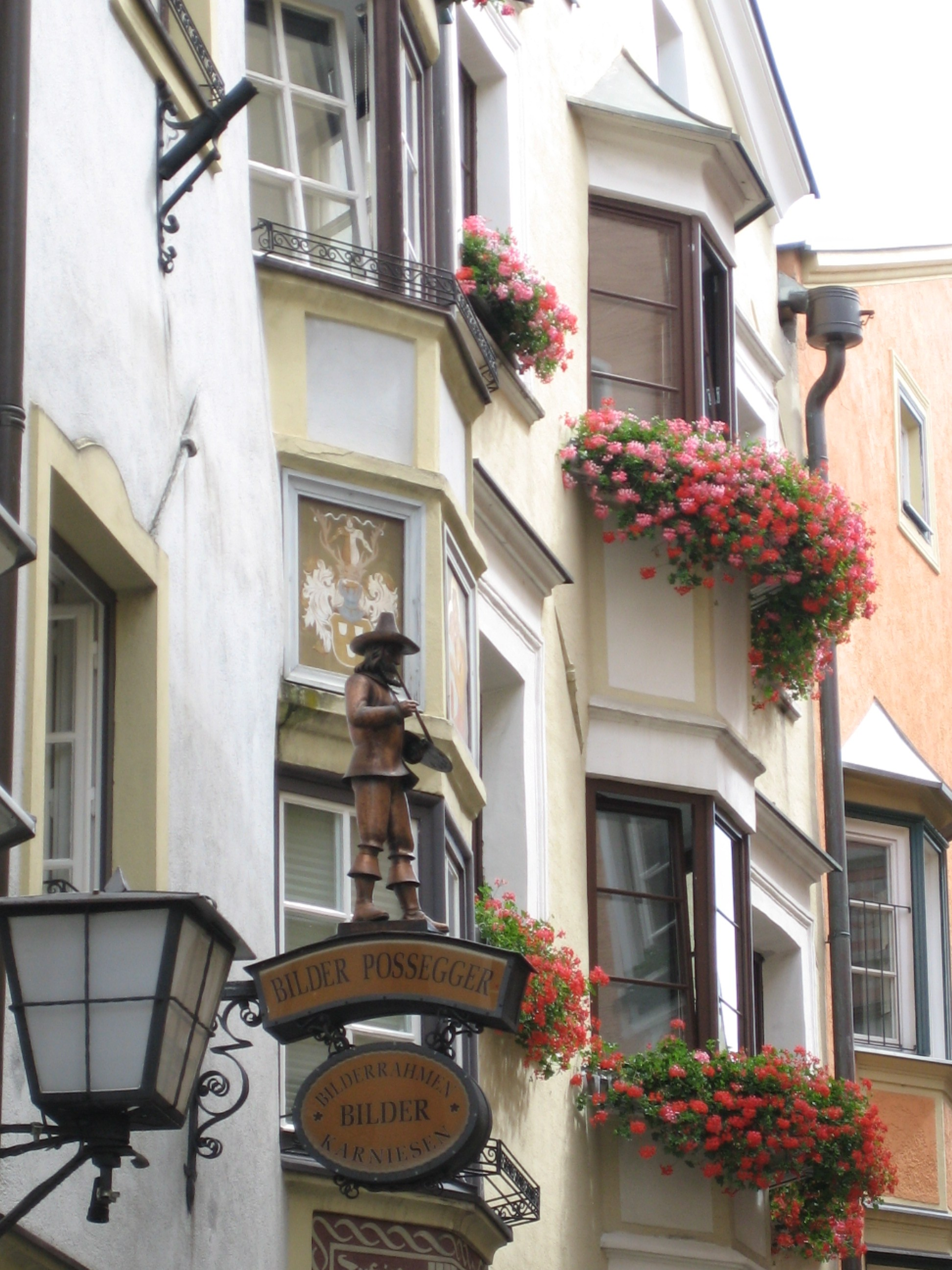
Finestre a bovindo a Hall in Tirol, Austria
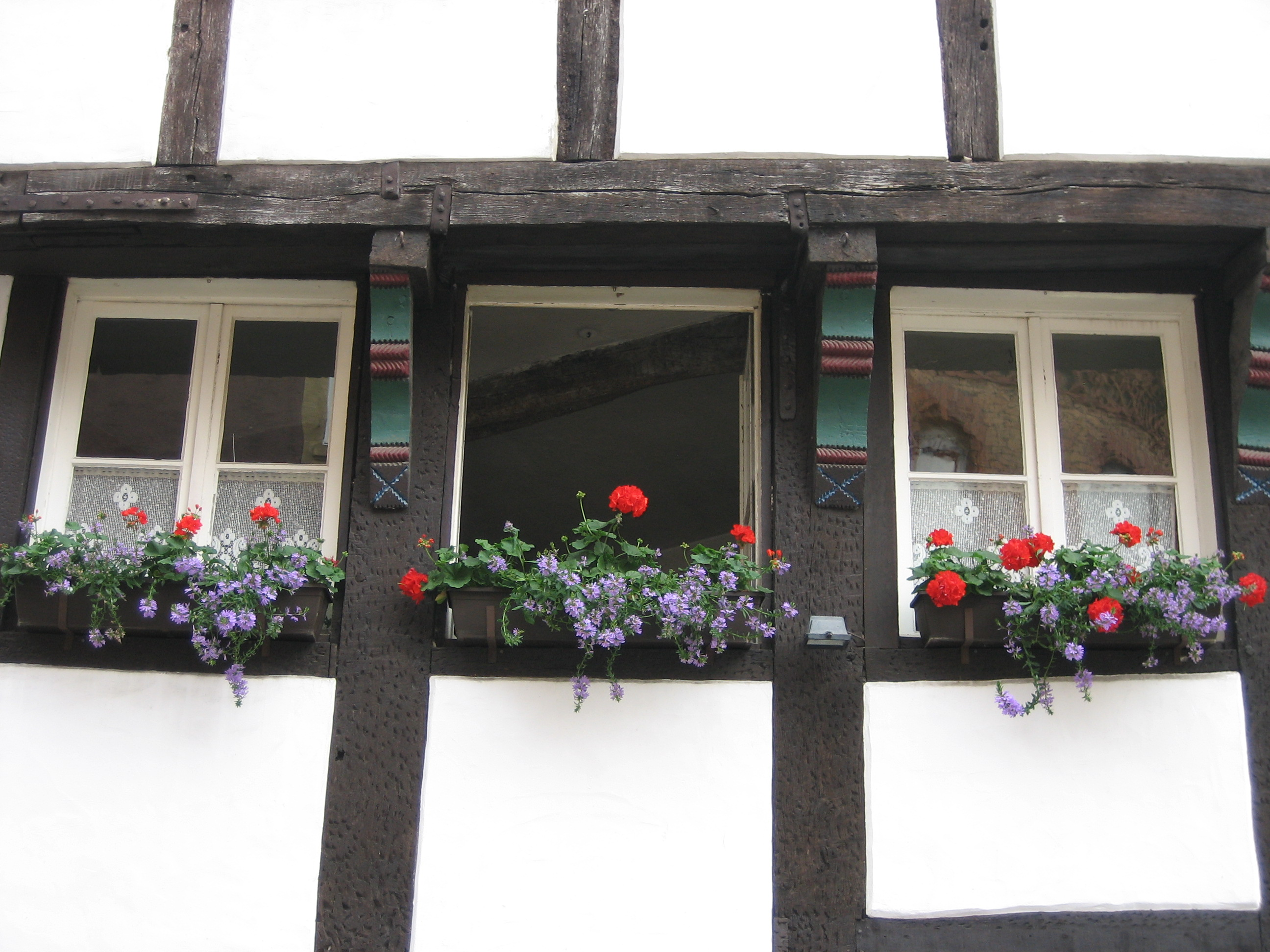
Finestre a Warendorf, Germania
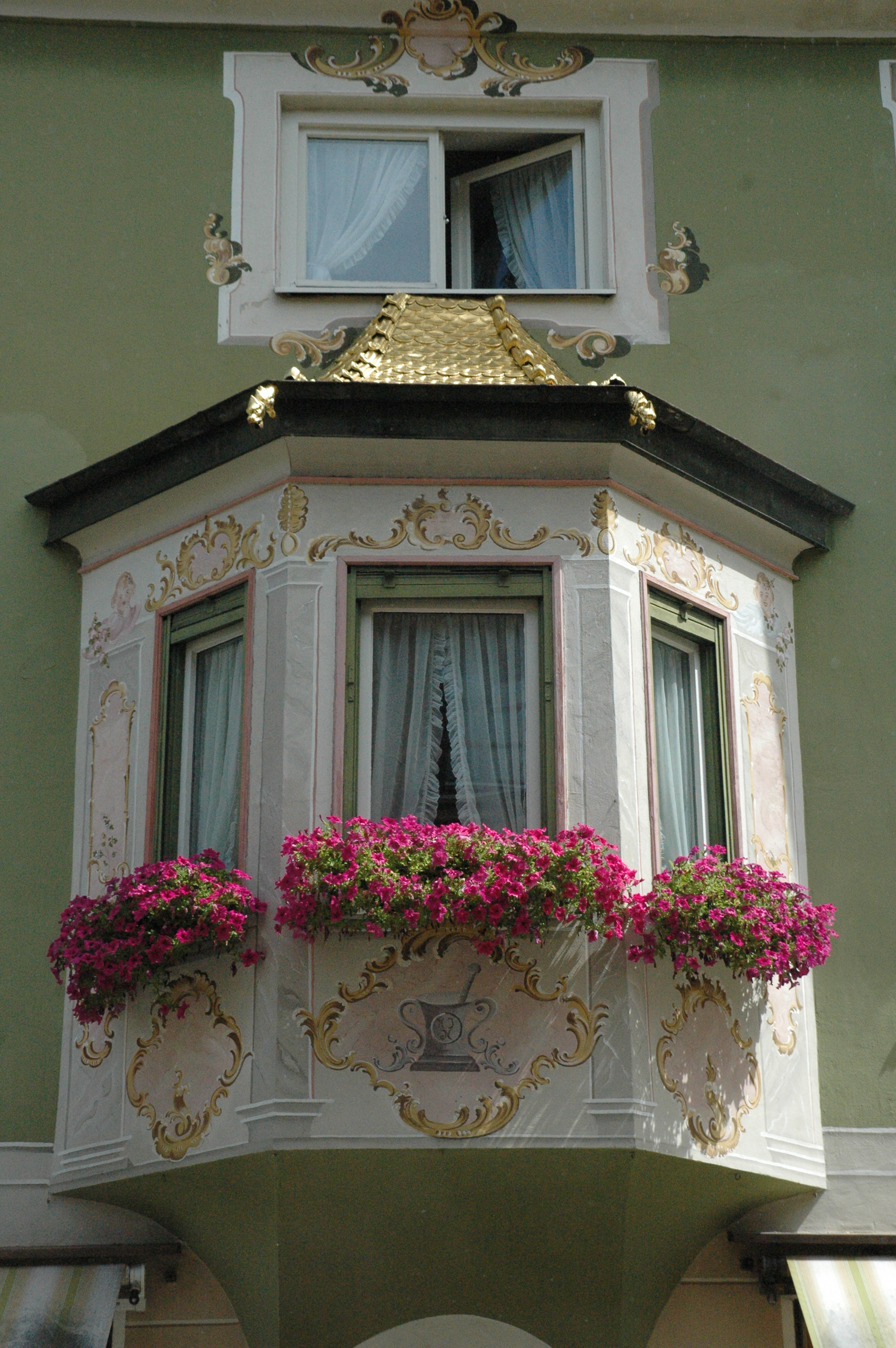
Finestra a bovindo a Garmisch-Partenkirchen, Baviera
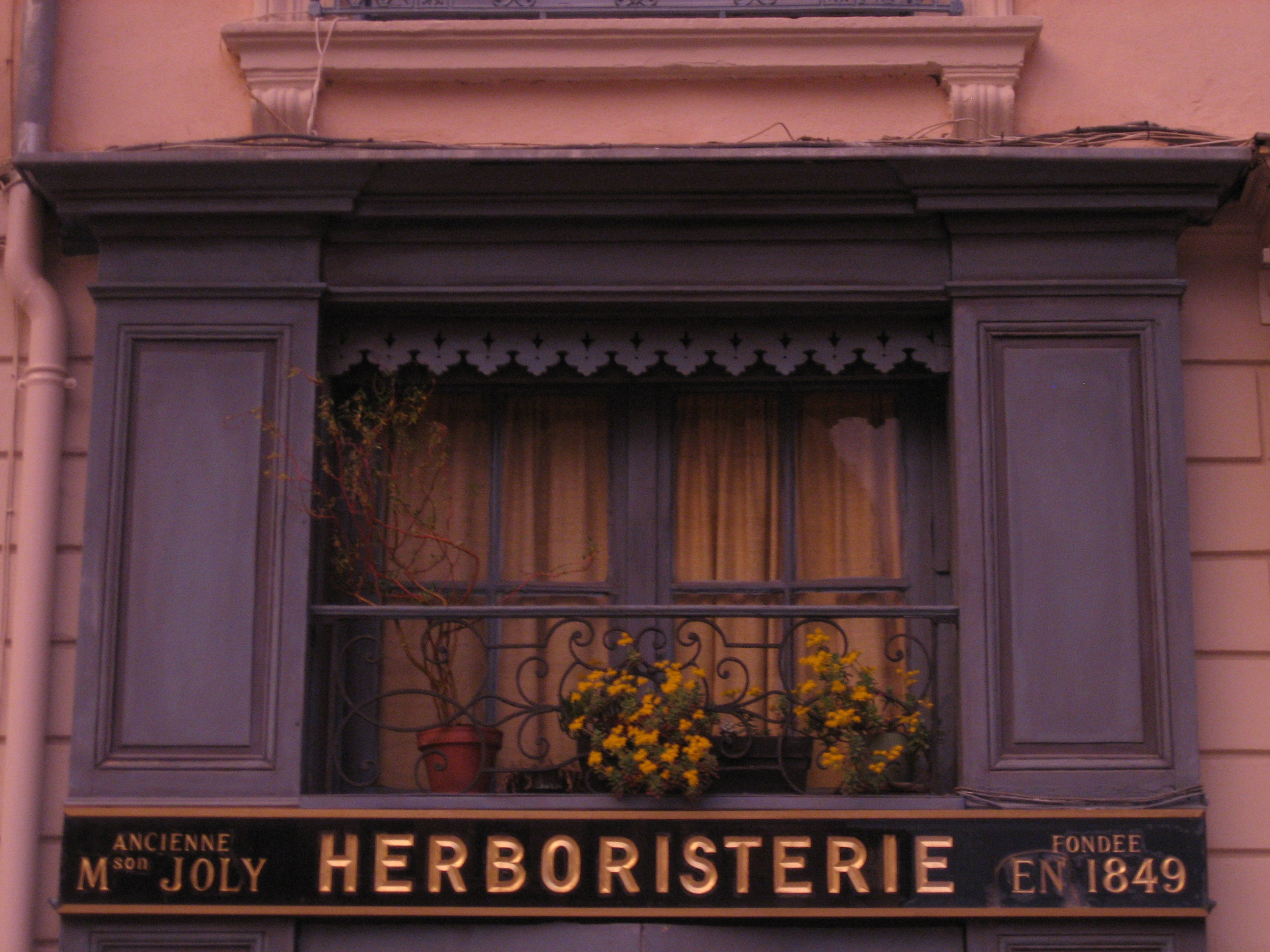
Finestra di un'erboristeria a Lione
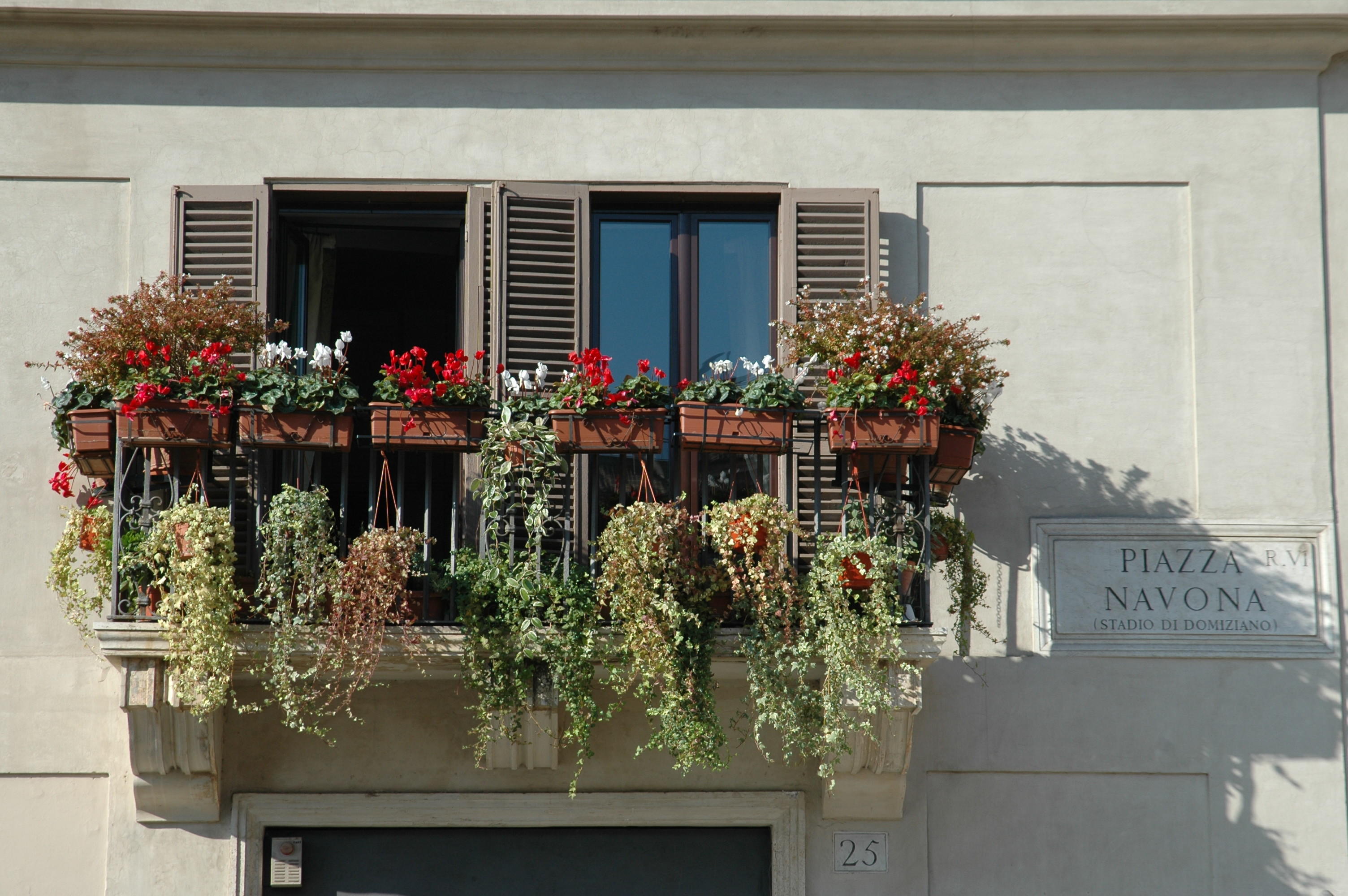
Finestra di Piazza Navona, Roma
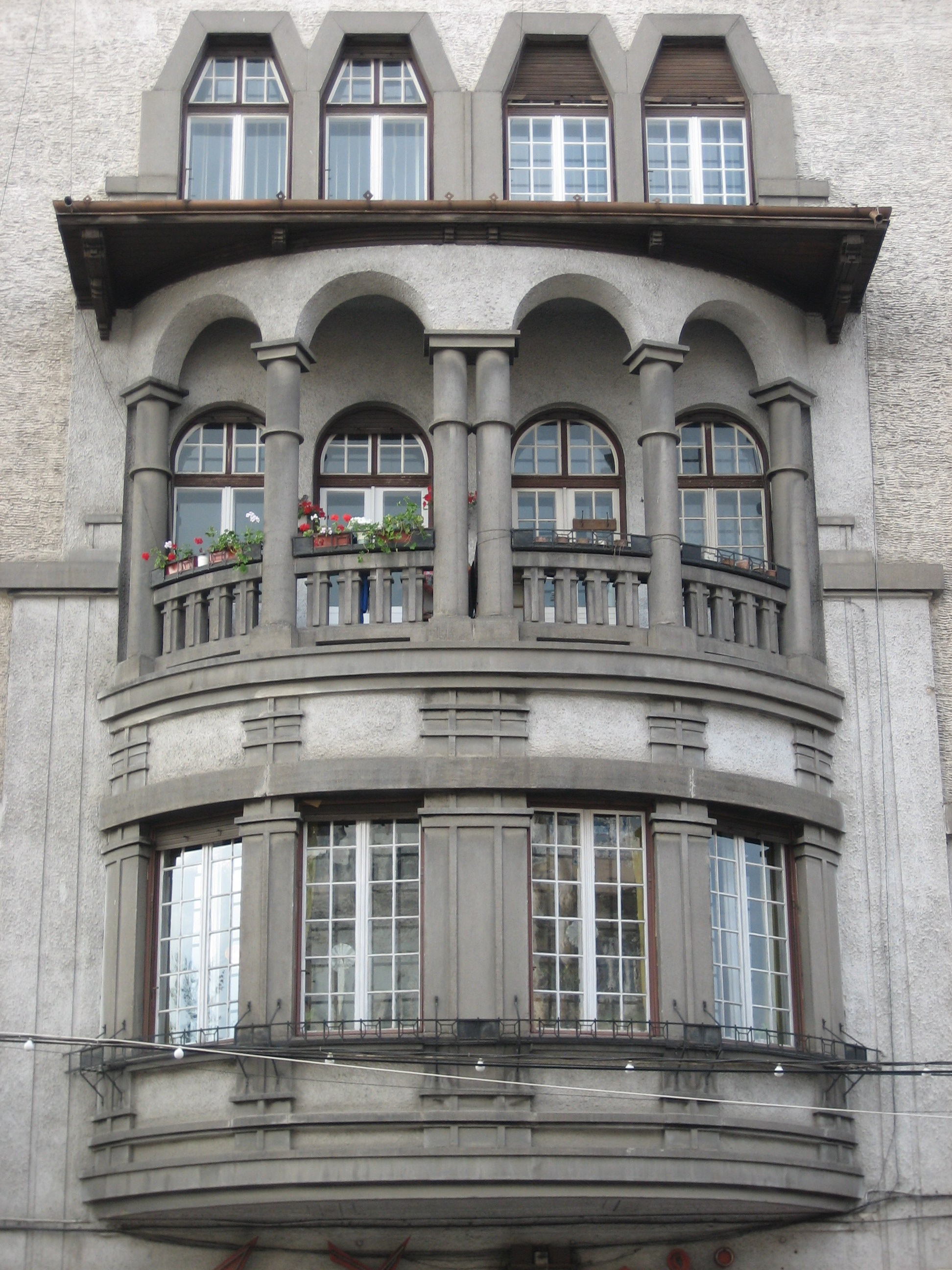
Finestre a Cluj-Napoca, Transilvania (Romania)
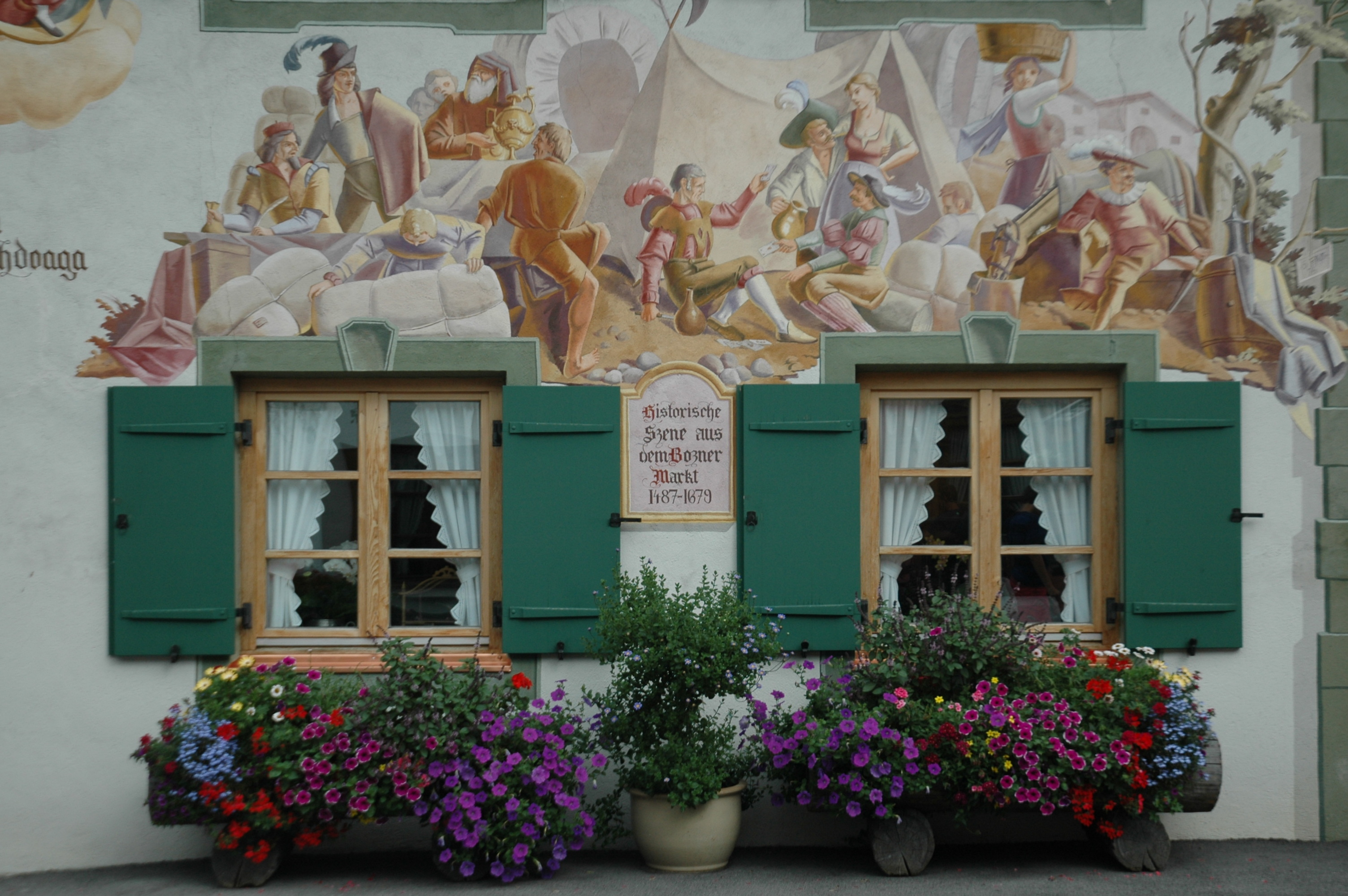
Finestre a Mittenwald, Baviera
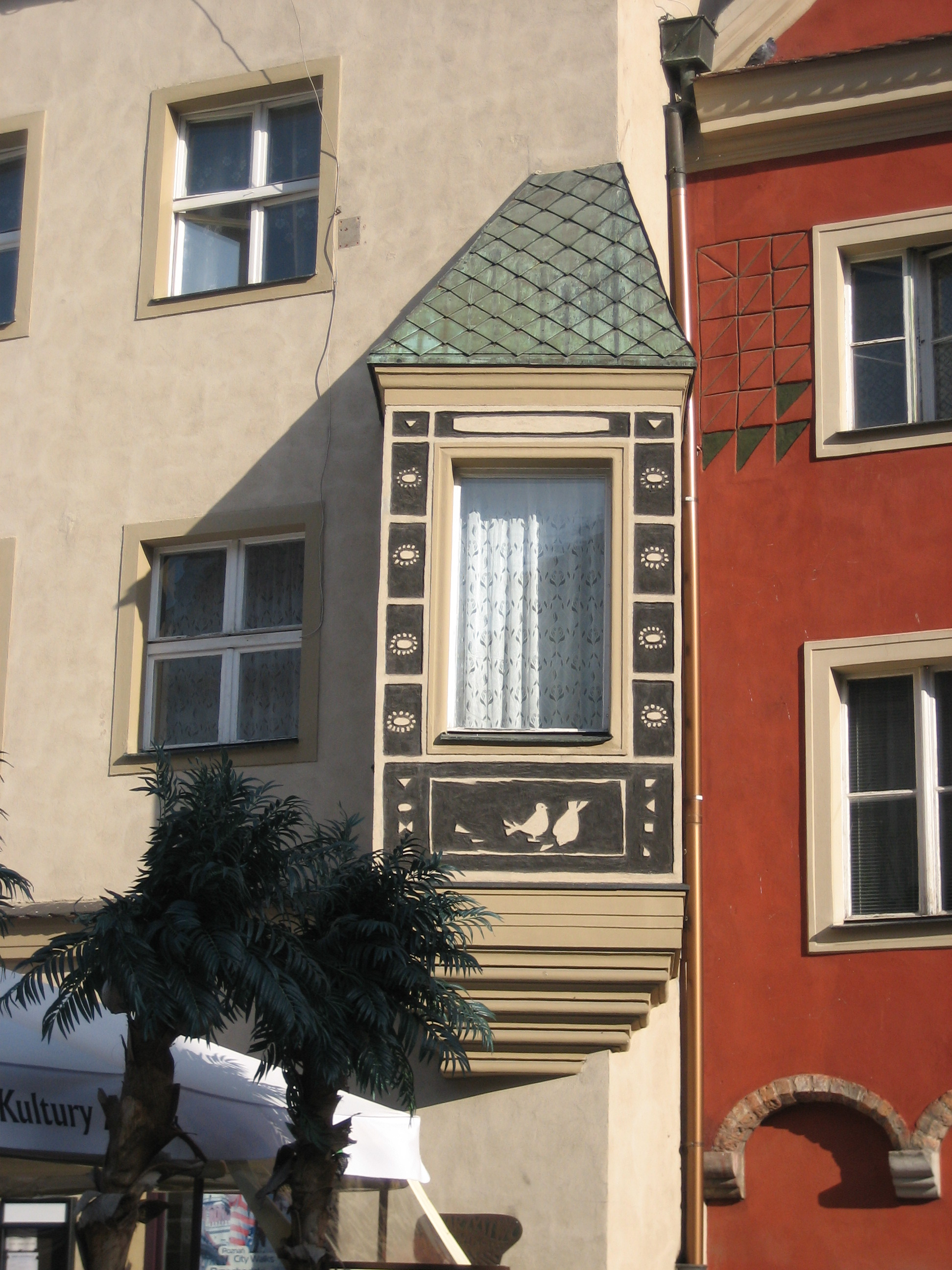
Finestra a bovindo a Poznań, Polonia
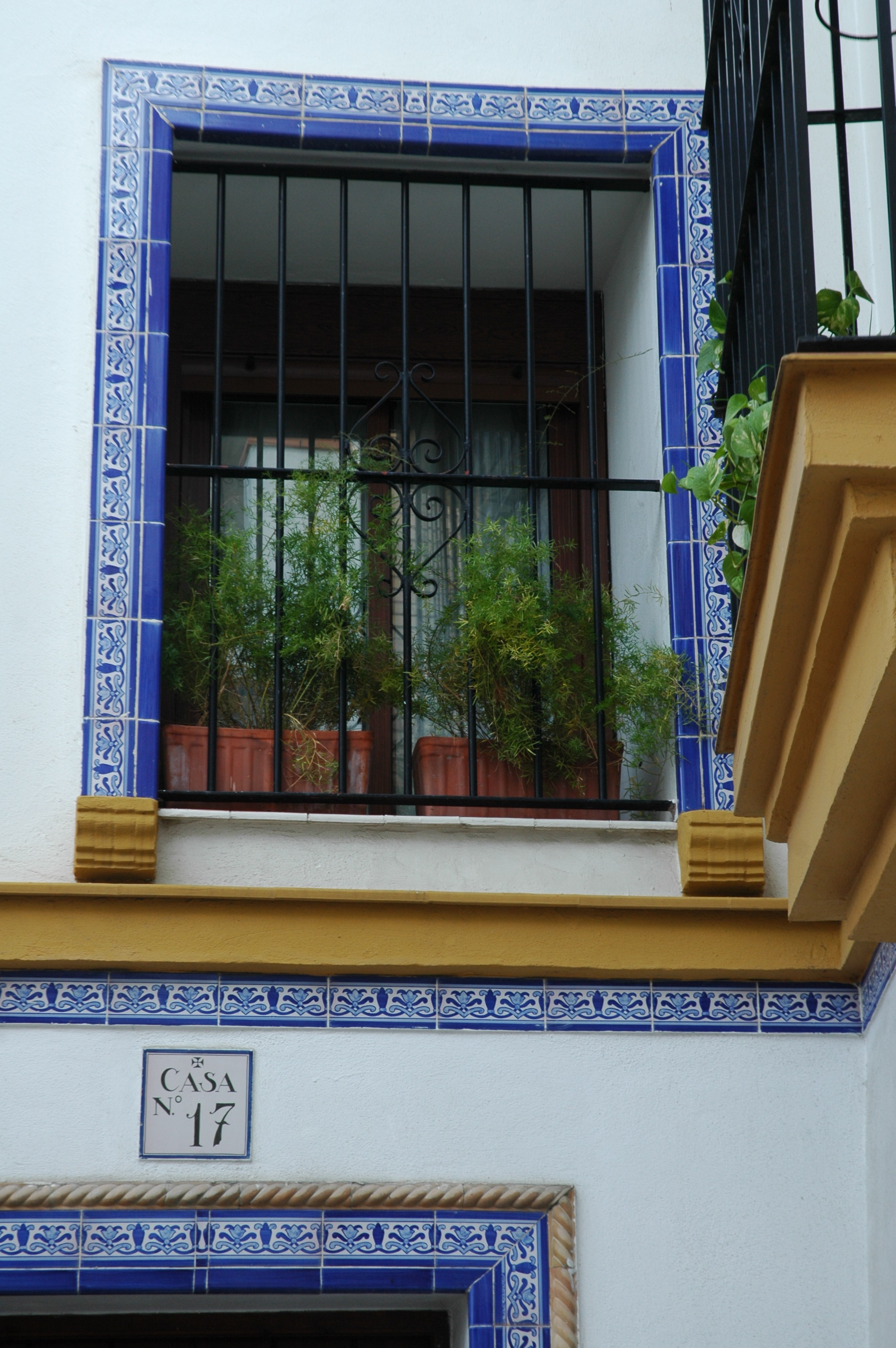
Finestra in Calle Antillano Campos, Siviglia
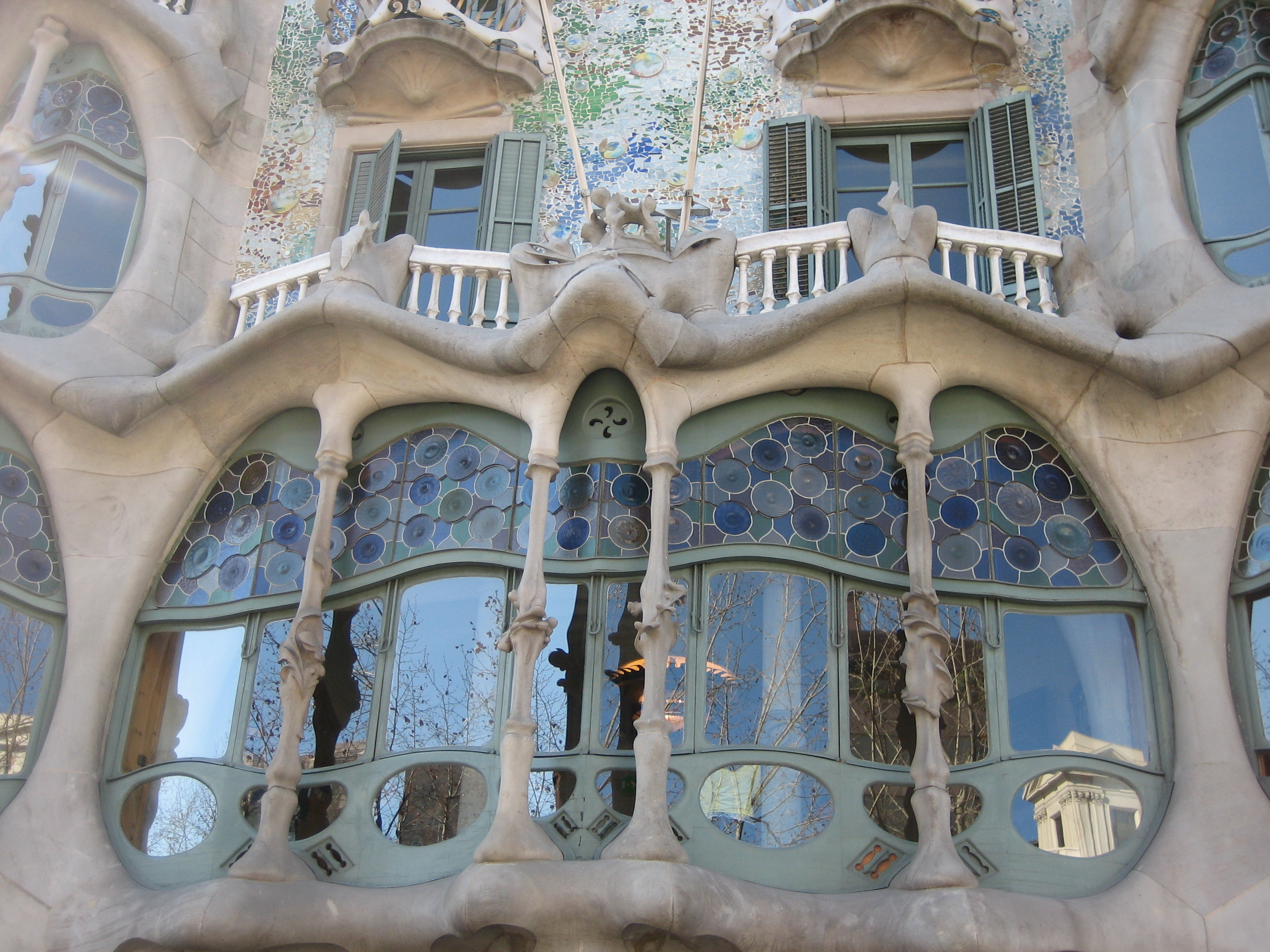
Finestre della Casa Batlló di Antoni Gaudí, Barcellona
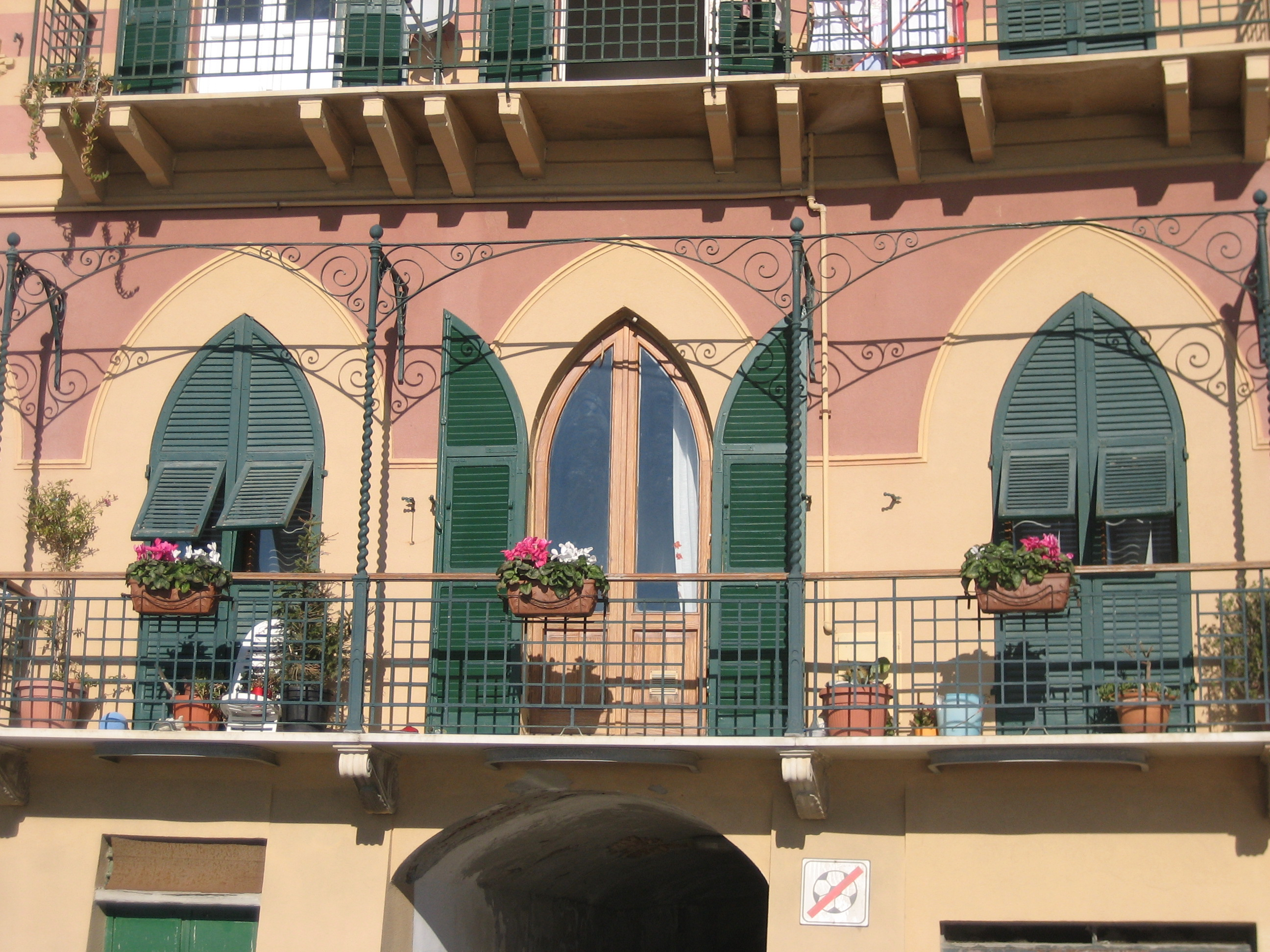
Finestre di Celle Ligure
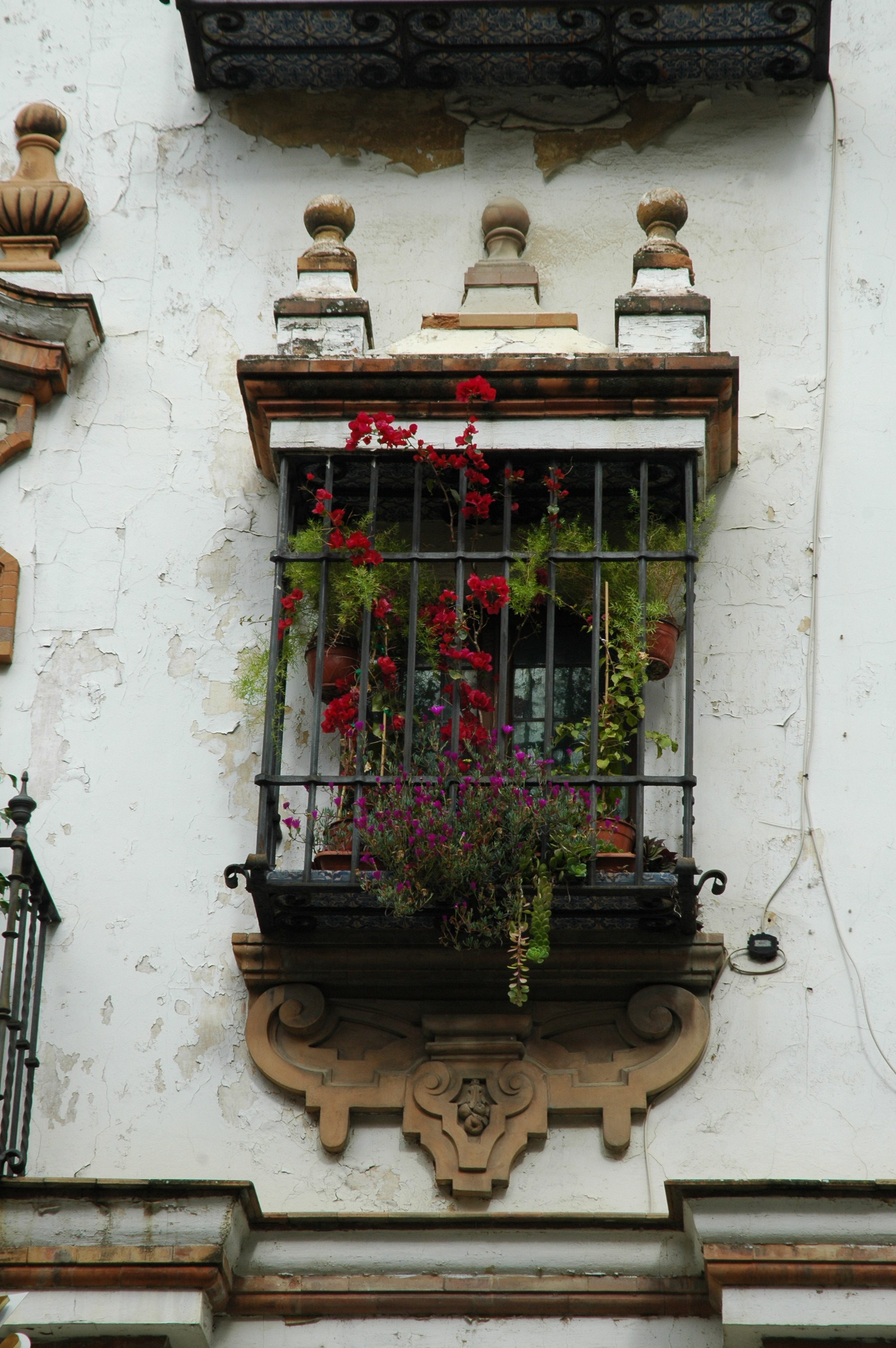
Finestra della Cerveceria Giralda, Siviglia
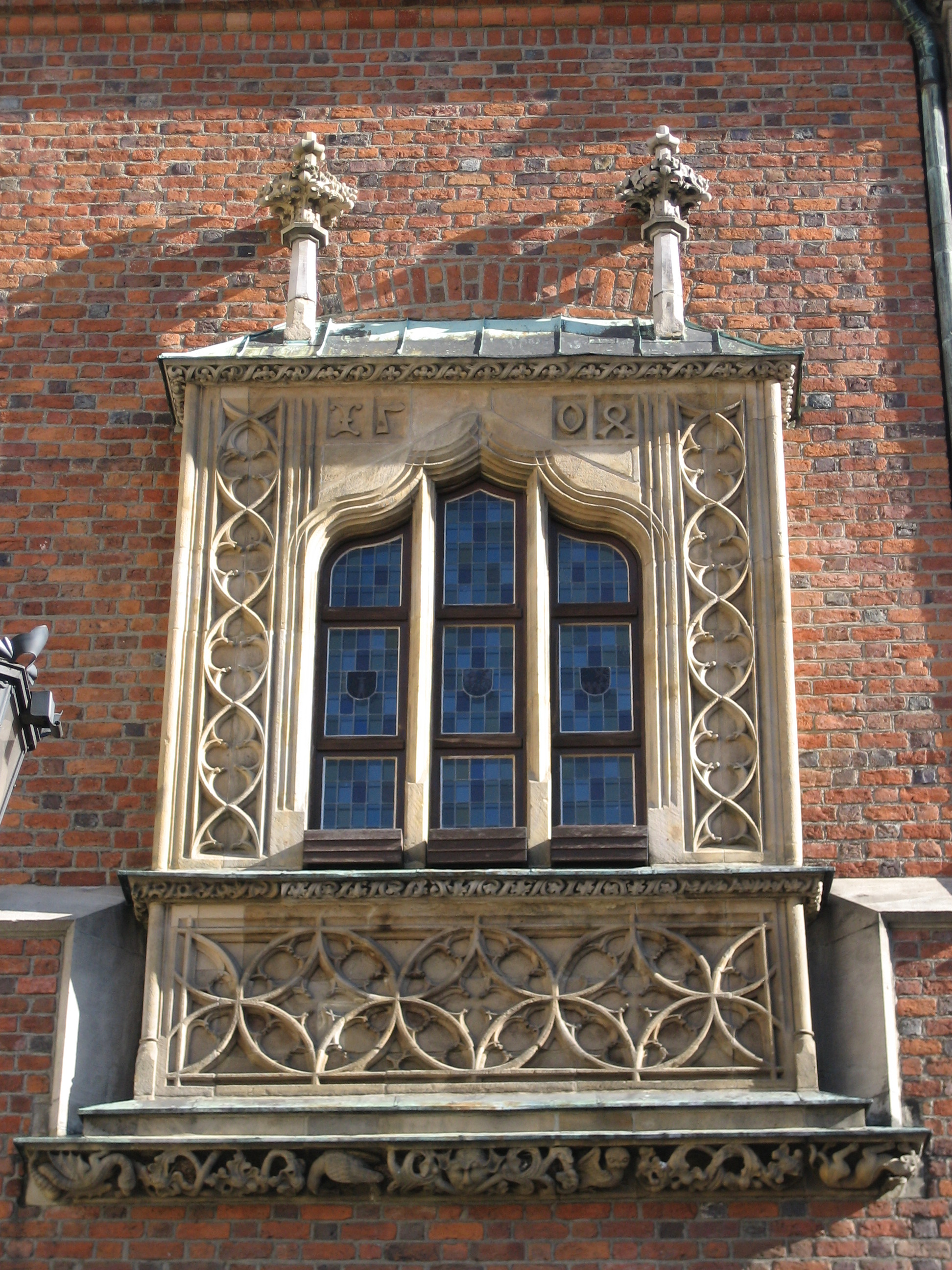
Finestra del municipio di Breslavia, Polonia
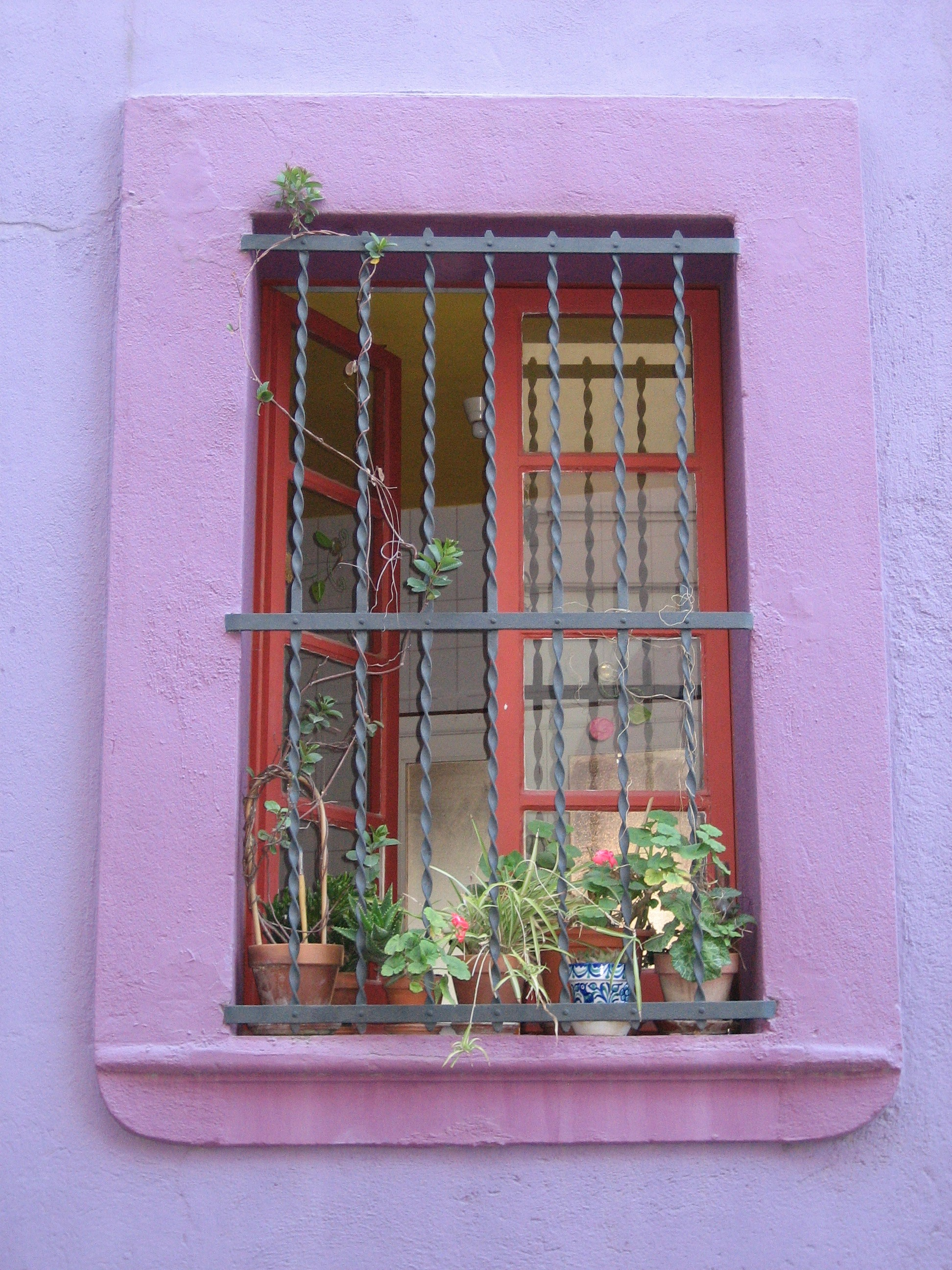
Finestra di Barcellona
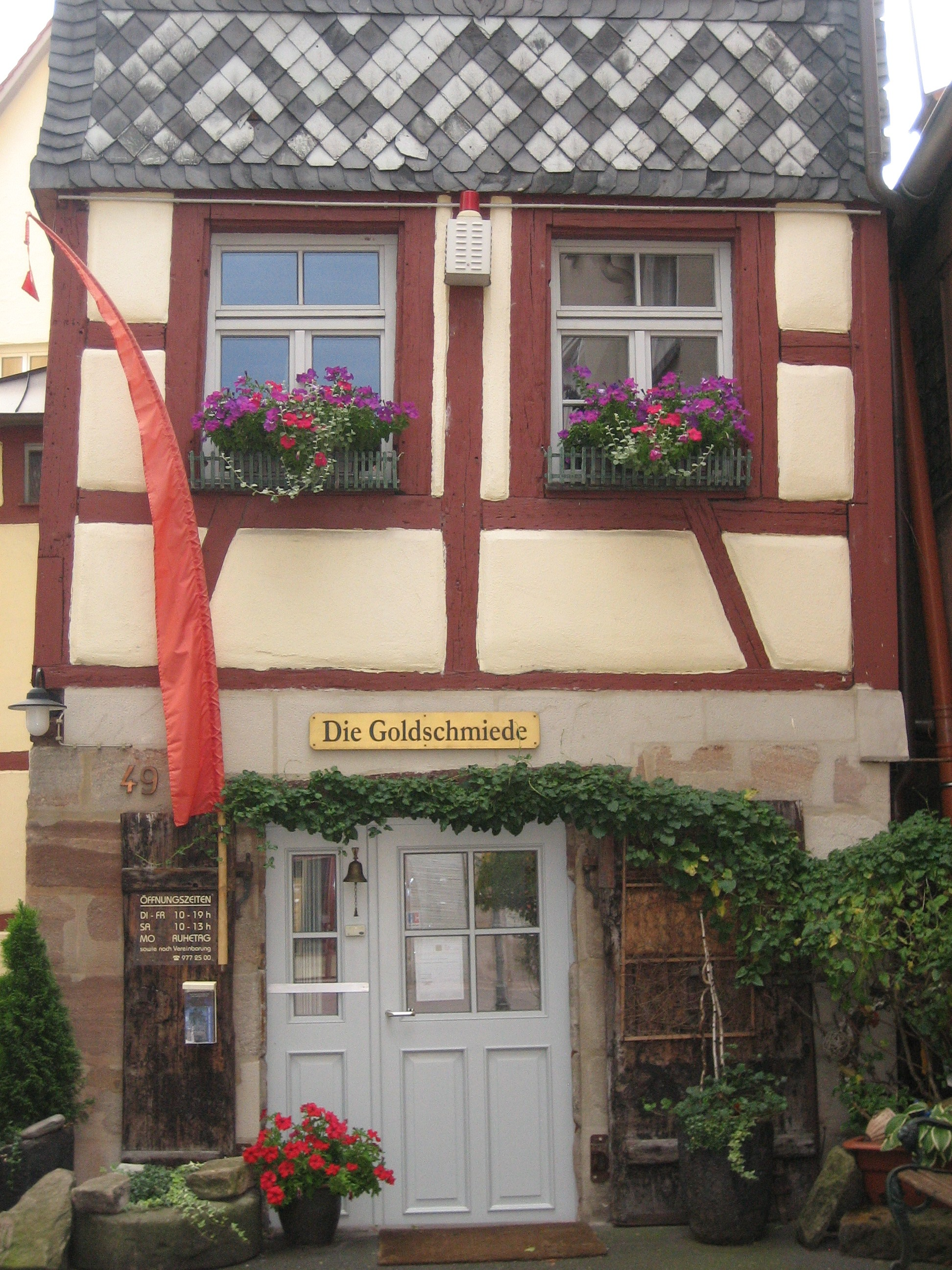
Finestre di una gioielleria di Fürth, Baviera
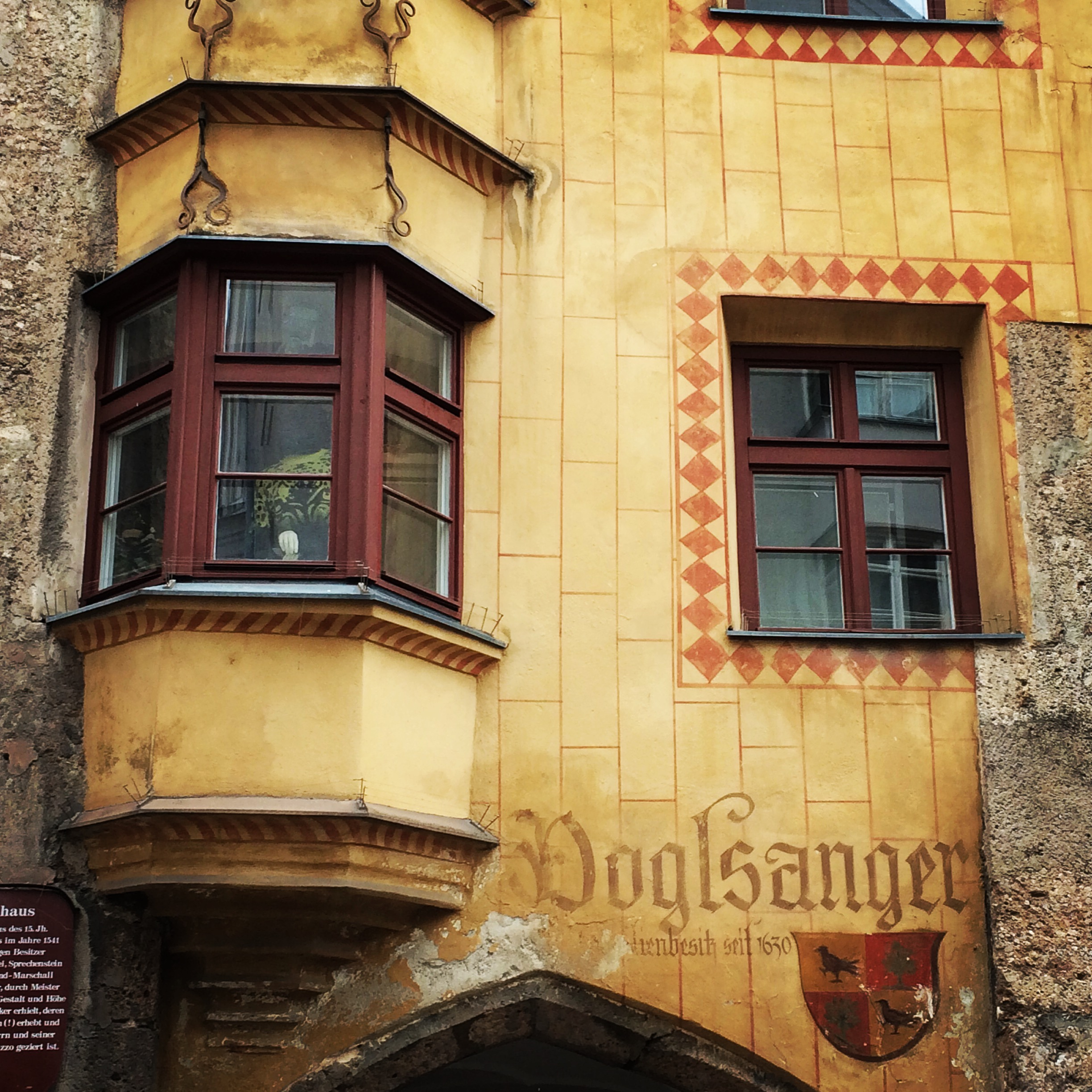
Finestre di Innsbruck
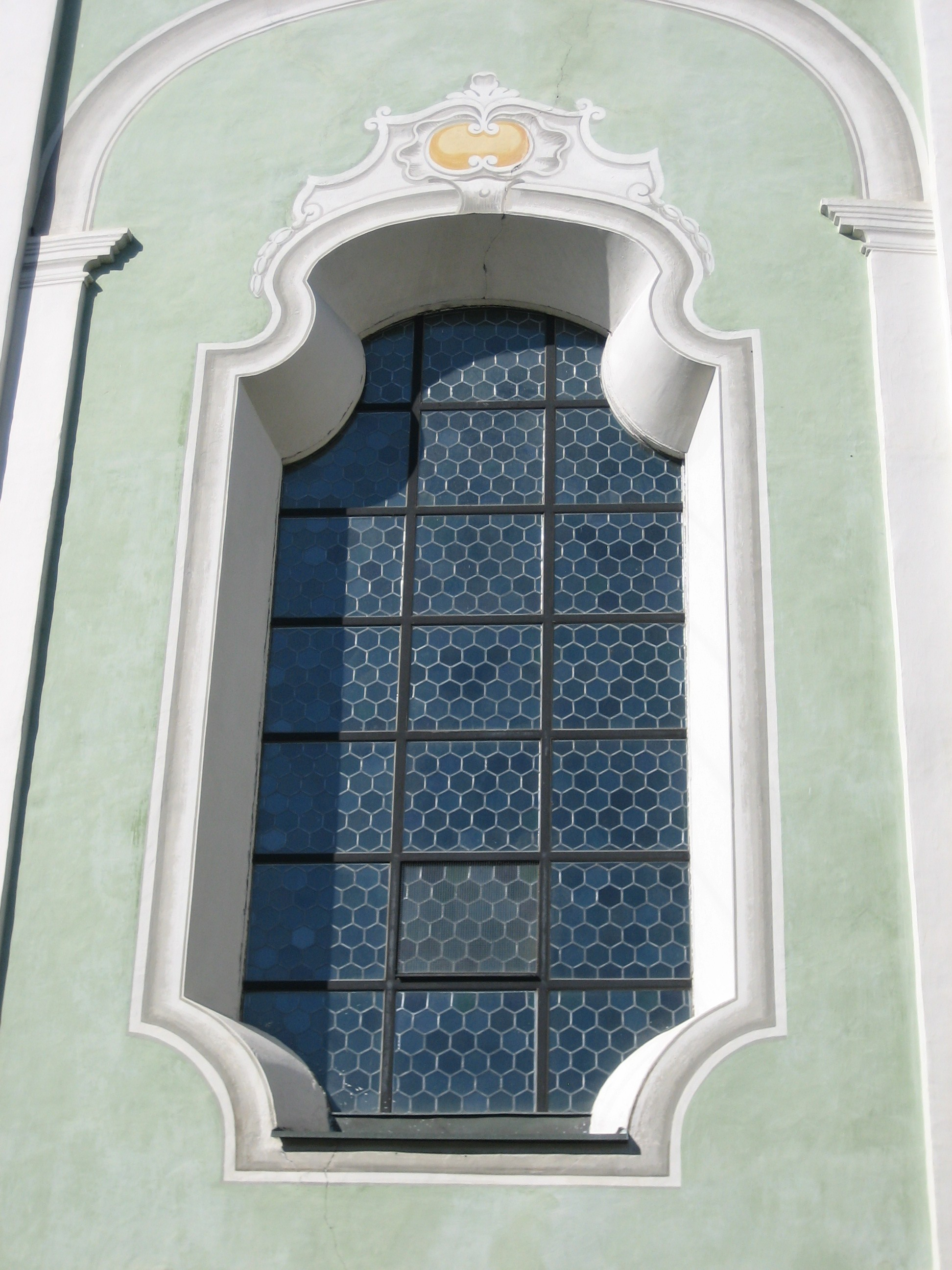
Finestra della chiesa parrocchiale di Dobbiaco, Alto Adige
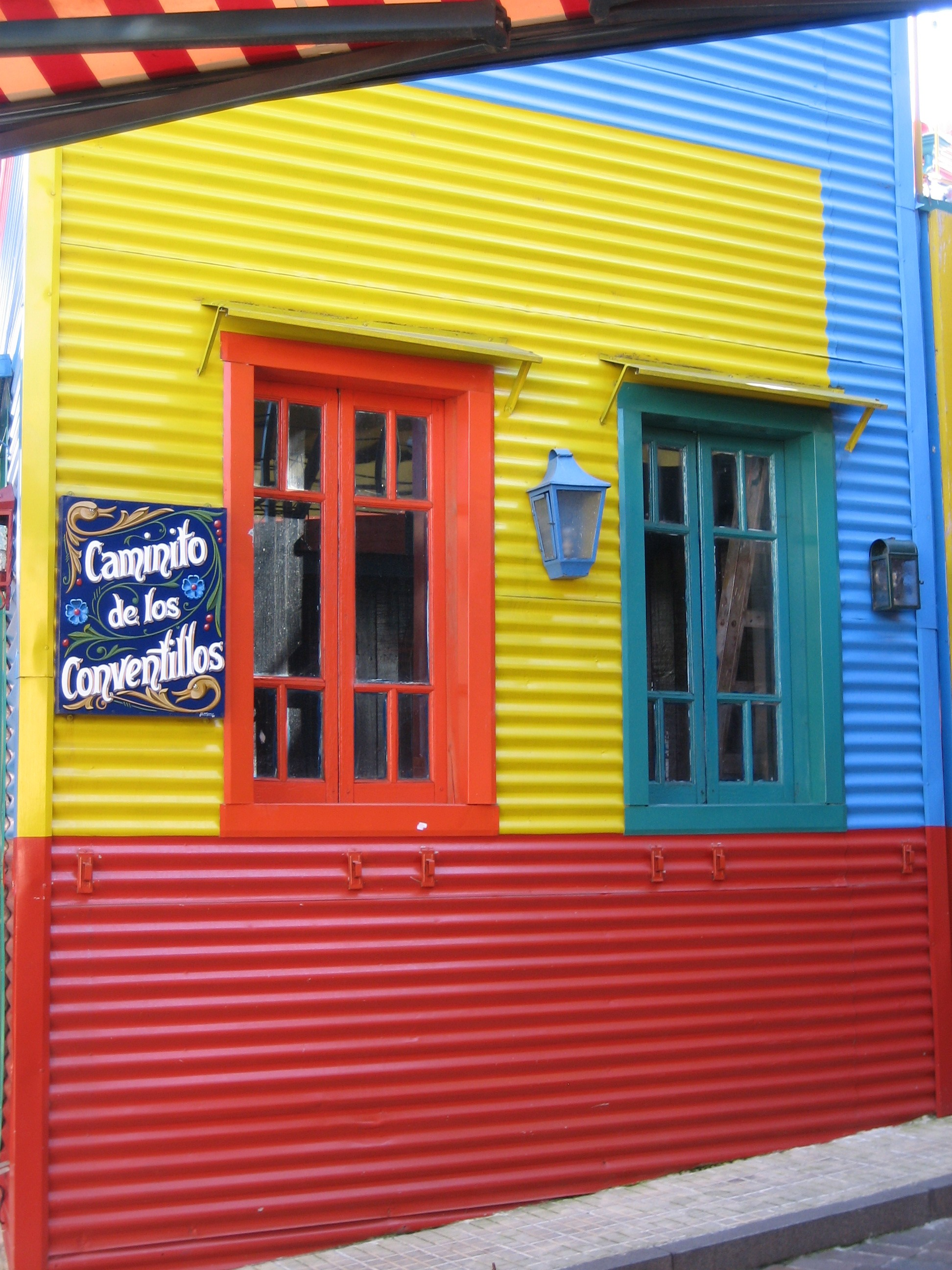
Finestre del Caminito de los Conventillos alla Boca, Buenos Aires
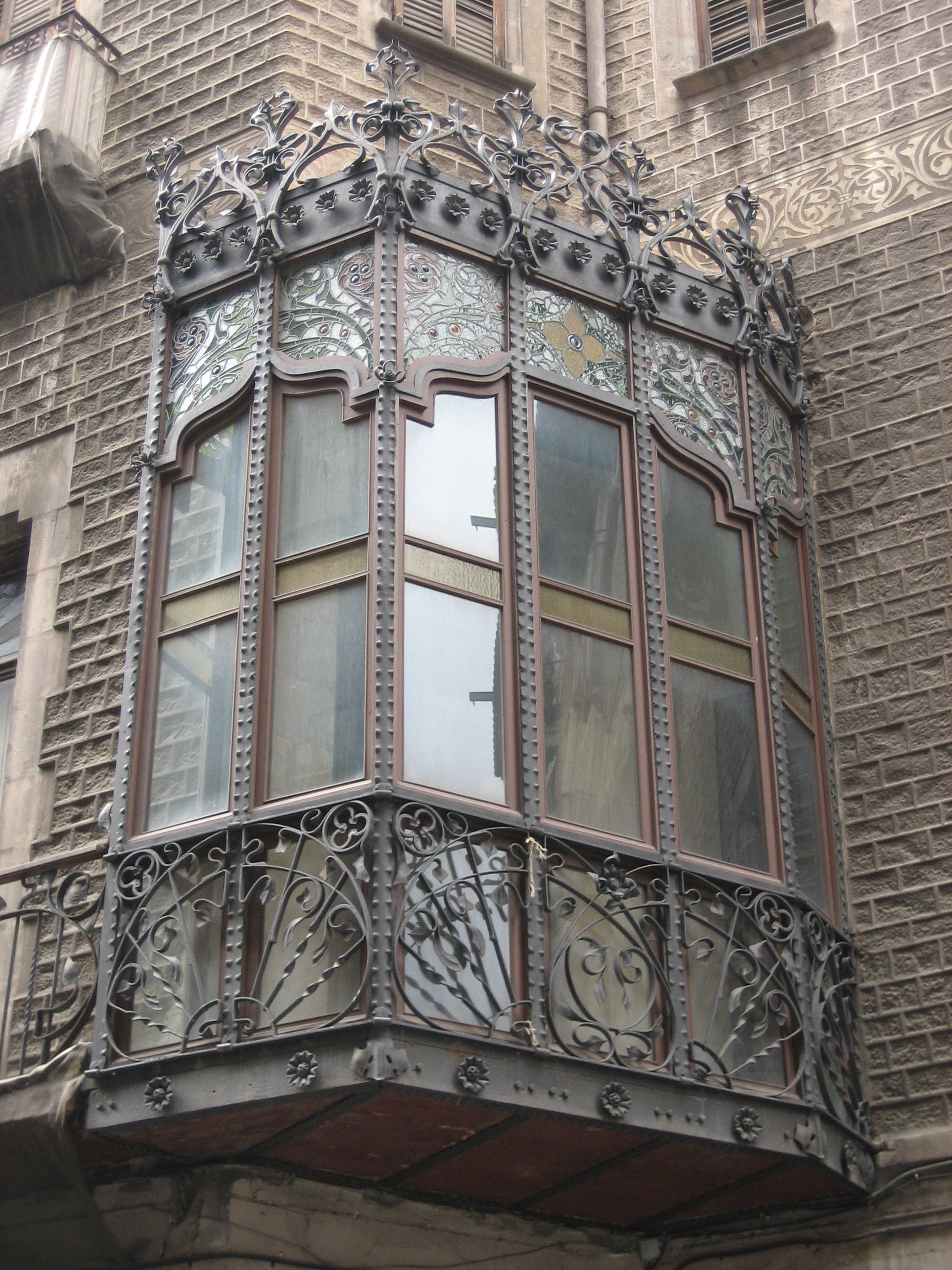
Particolare finestra del Barri Gòtic a Barcellona
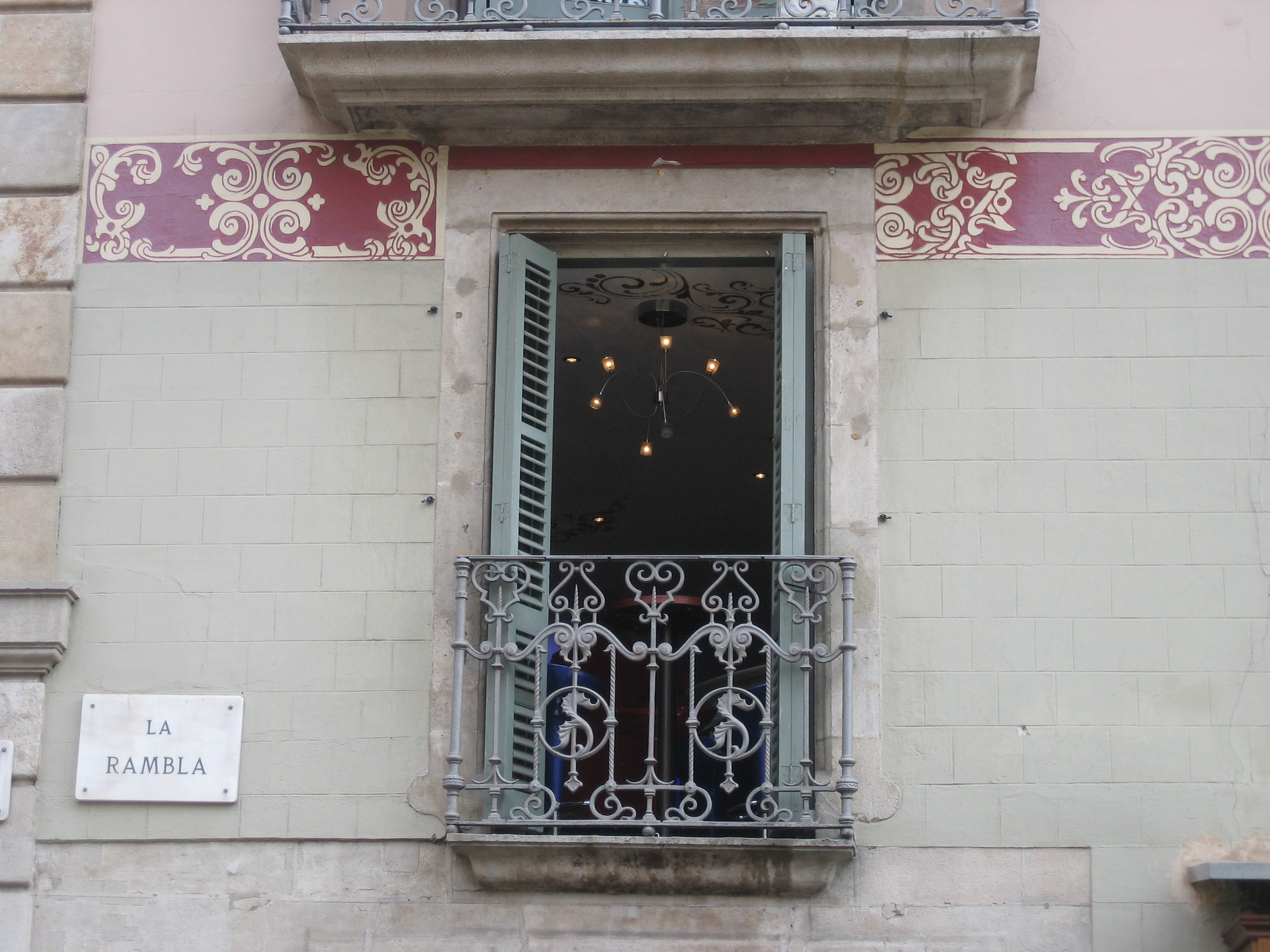
Finestra della Rambla a Barcellona
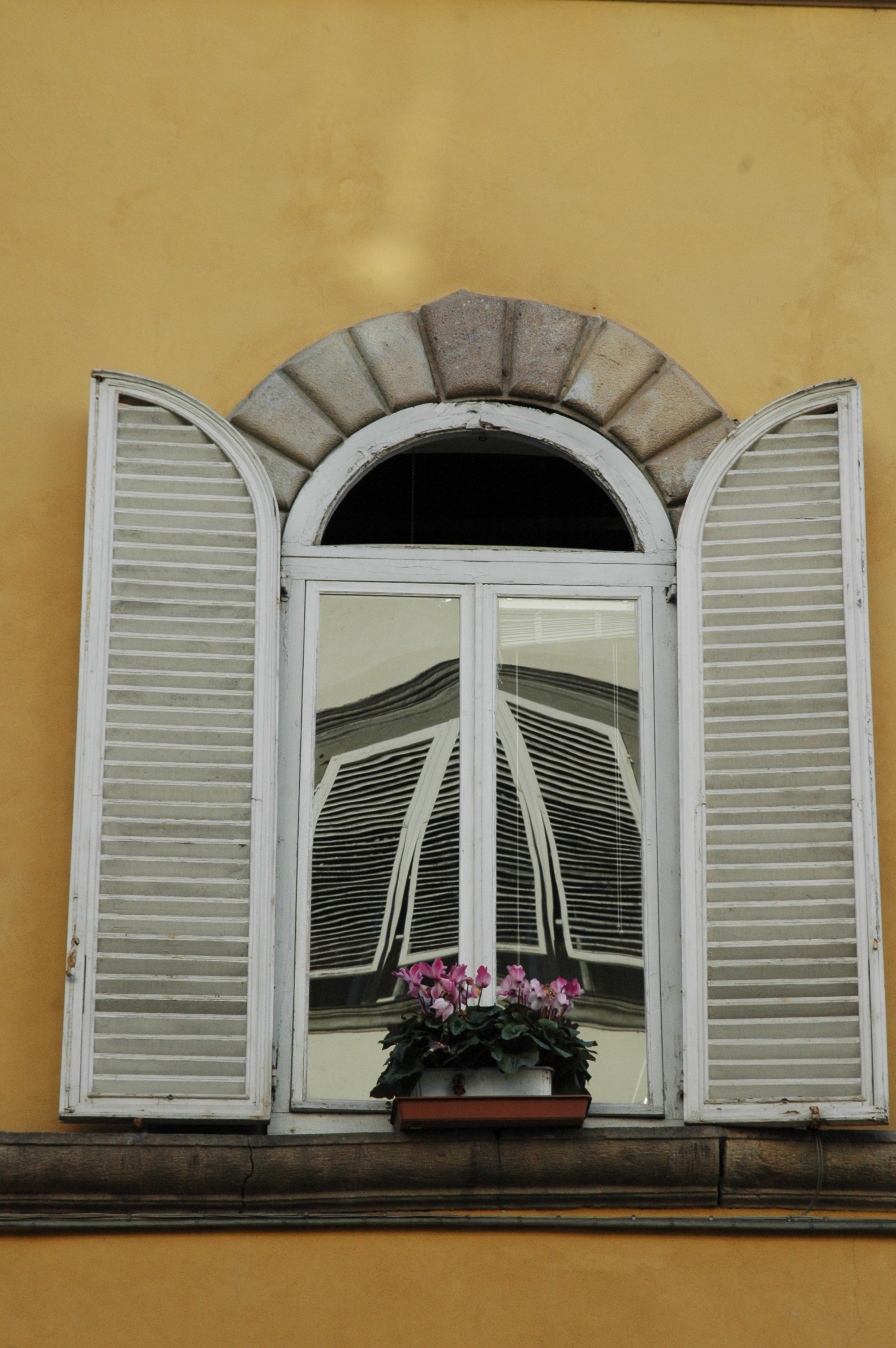
Una finestra di Lucca
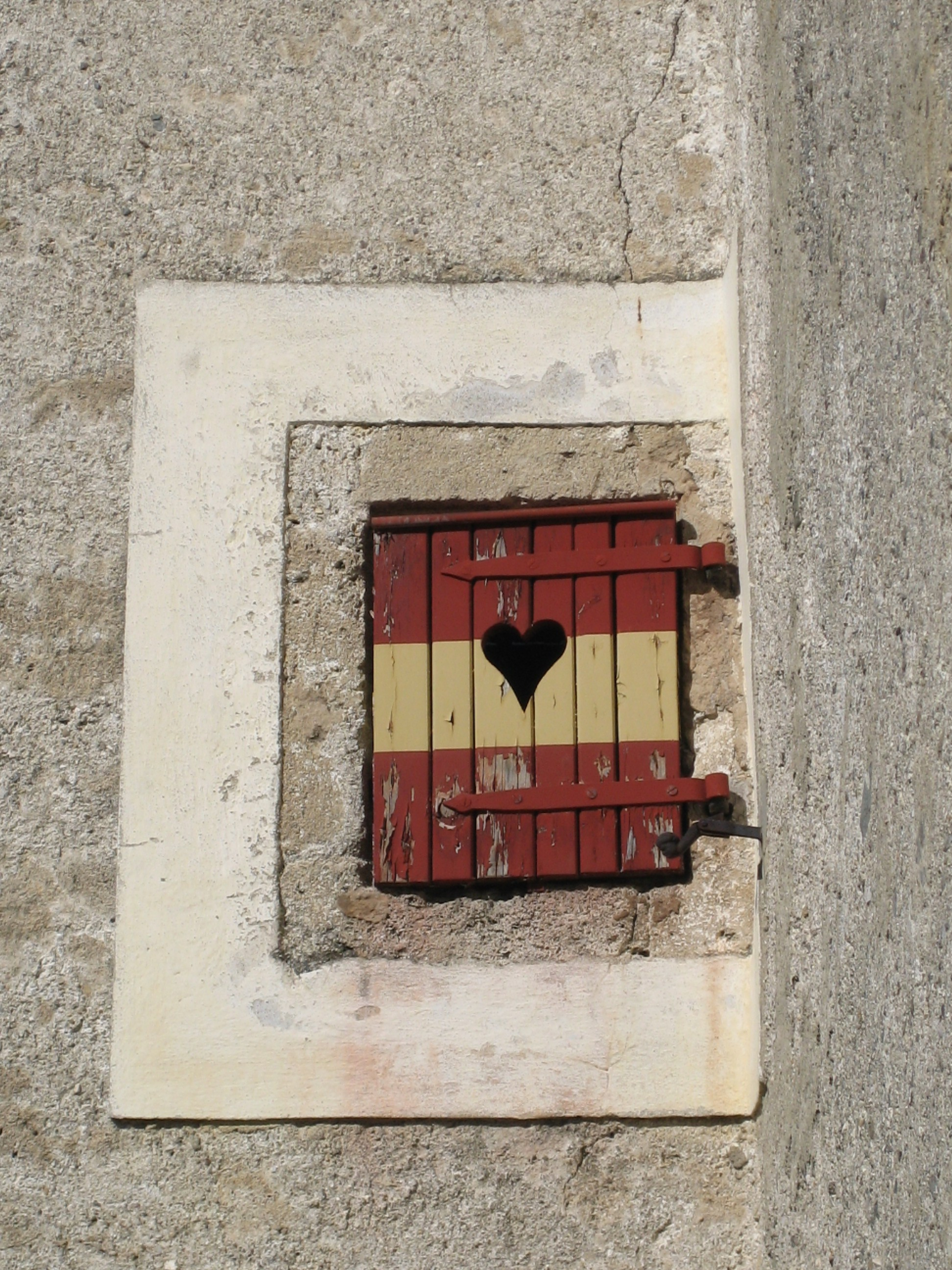
Una finestra di Dobbiaco
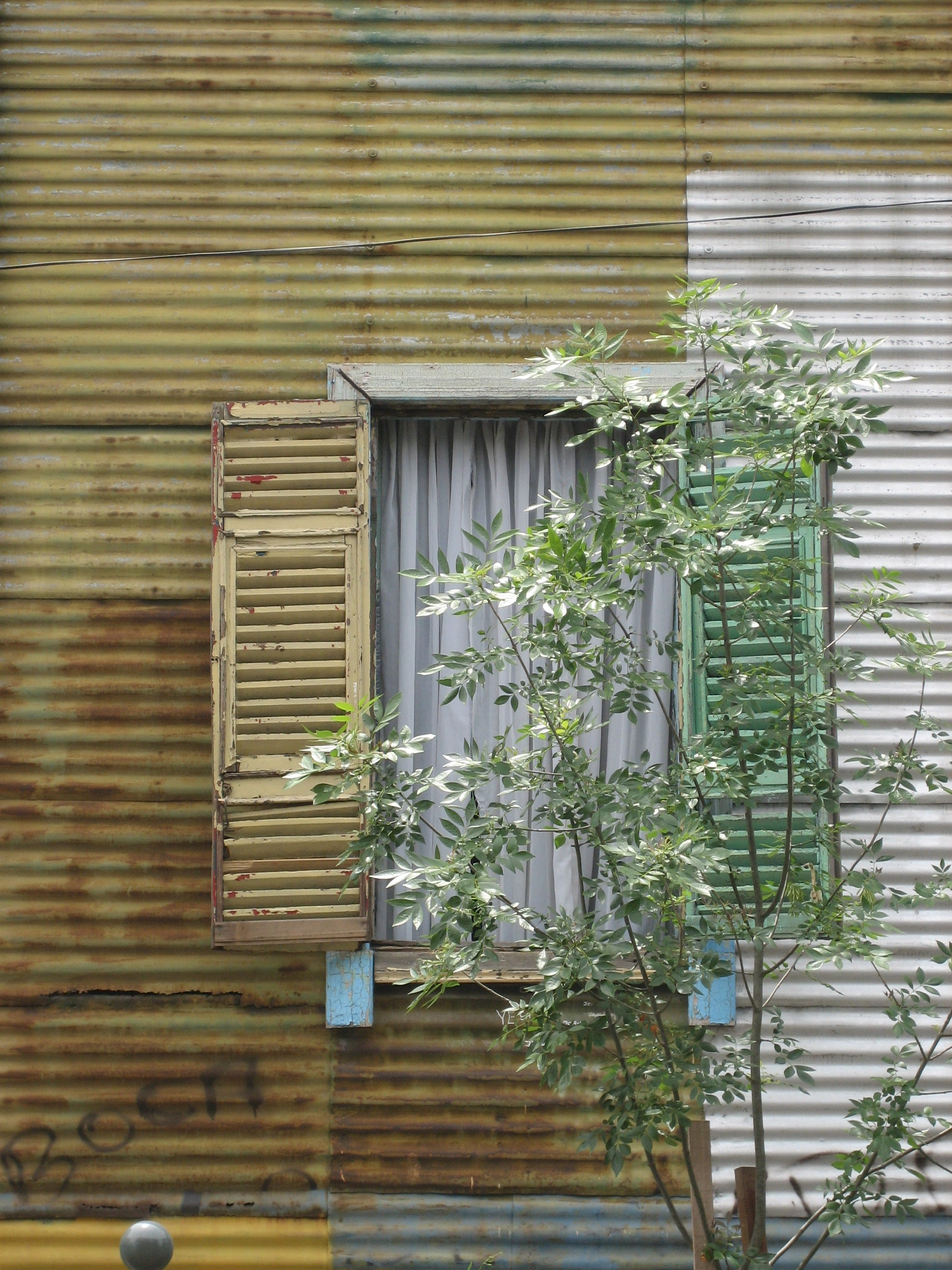
Una finestra alla Boca, Buenos Aires
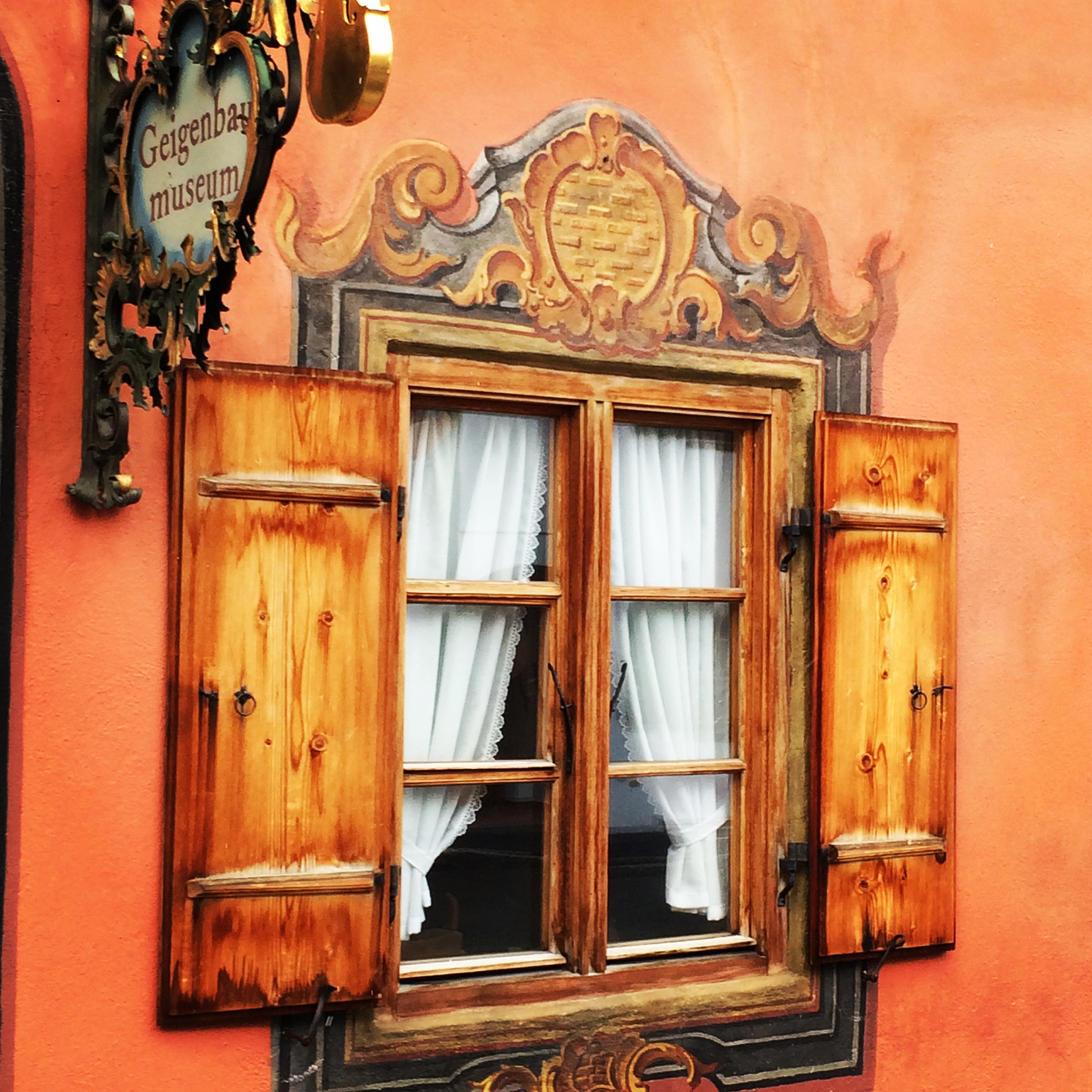
Finestra del Museo del liutaio, Mittenwald (Baviera)